# ジルオール
『ジルオール』 (Zill O'll) は、1999年10月7日にコーエー（現・コーエーテクモゲームス）から発売されたPlayStation用のロールプレイングゲーム。2005年6月23日には、容量の都合などで削られたシナリオやイベントを追加し、グラフィックなどを強化したリメイク版のPlayStation 2用ソフト『ジルオール インフィニット』、2009年1月22日には、『ジルオール インフィニット』に追加要素を加えたPlayStation Portable用ソフト『ジルオール インフィニット プラス』がそれぞれ発売された。また、「コーエーテクモ定番シリーズ」などの廉価版も発売されている。
2010年11月25日には続編であるPlayStation 3用ソフト『トリニティ ジルオール ゼロ』が発売された。

## 作品概要
中世ヨーロッパ風のファンタジー世界「バイアシオン大陸」を舞台に、プレイヤーは「冒険者」となって世界を冒険する。冒険の目的や仲間、物語などがプレイヤーの選択により変化していく、フリーシナリオシステムと個性豊かな登場人物が特徴。メインキャラクターデザインに末弥純、オリジナル版のイメージソングにFayrayの楽曲｢Same night, Same face｣が起用されている。

## システム
基本的にはワールドマップ上の街やダンジョンを移動しながら、各街や村にある「冒険者ギルド」で提示された仕事の依頼を選択して、依頼を遂行することで報酬と経験値、そしてソウルを育てるポイントを受け取る、この流れを繰り返すことになる。その合間にさまざまな場所でさまざまな冒険や出来事を経験し、さまざまな人物と出会う。その中で多くの事柄を選択し、特定の人物を「冒険の仲間」としたり、敵対したりすることになる。ワールドマップ上に配置された街やダンジョンの移動には制限がなく、それぞれ特色のある土地を自由に行き来することができる。なお、ワールドマップを一定の距離移動することで、ゲーム内では一日単位で時間が経過する。また、一定の条件を満たすことで「歴史的事件」が起こり、全体の物語が進行する。どのようなプレイをし、どのキャラクターに接したかによって、エンディングが変化する。エンディングはPS版は24種、PS2版は48種、PSP版は53種用意されている。

### フリーシナリオシステム
プレイヤーの行動次第で、様々な結末を見ることのできる、本作の特徴といえるシステム。
ゲーム開始時に、主人公の性別、初期ステータス、スタート地を決めるキャラクターメイキングを行う。初期ステータスはストーリーに干渉することはないが、性別とスタート地の選択によっては迎えることのできないイベントやエンディングがある。
ストーリーの大まかな本筋は「歴史的事件」として決まっているが、プレイヤーの行動次第で、異なる立場立場からメインストーリーに関わることができる。同じ出来事であっても視点の違いによって別のイベントとなり、同じキャラクターに関わっても立場によって違う関係となる。それらが絡み合った膨大な量のイベントが用意されており、プレイするたびに違う展開が楽しめるのが特徴である。

### ソウルシステム
本作において、キャラクターの各種ステータス成長に深い影響を与えるシステム。
本作に登場し、仲間にできるキャラクターは、全員が「ソウル」を宿している。ソウルには様々な種類があり、どのソウルを宿すかによってレベルアップ時のパラメータ成長に大きく差が出る。これにより、プレイヤーは自分のプレイスタイルに合わせて「回避率が高い」、「攻撃力に特化」、「バランス型」など、独自にキャラクターを育成することができる。
新たなソウルを入手するには、「ギルドで受けた依頼を遂行する」、「発生したイベントを切り抜ける」などで得ることのできる「ソウルポイント」を、六種類の「ソウルパラメータ」に割り振る必要がある。どのパラメータにどれだけ割り振ったかによって、入手できるソウルが決まる。
また、ソウルには固有の「スキル」がある。スキルには様々な種類があり、「魔法」など任意で直接使用できるものの他、常時効果を発揮し、冒険を補助するものもある。基本的にソウルを変更することで使用できるスキルも変更となるが、戦闘時に経験値とともに入手できる「スキルポイント」を使用することでスキルをマスターすれば、ソウルを変更しても、変更前のスキルを使用可能となる。

## 登場人物
登場人物には親密度が設定されている。基本的に登場人物の親密度は猫屋敷のネモに聞くと判るが、そうでない者もいる。親密度が高ければイベント発生に影響したり、個別のエンディングを迎える事ができる。但し、エンディングを迎えるにはキャラ毎の条件が存在し、また、主人公のスタート地点や性別が特定のものでなければエンディングを迎えられないキャラもいる。
★が付いているキャラは仲間にする事が可能で、オルファウスを除いてエンディングが用意されている。インフィニット以降では全員を仲間にするとベストエンディングを迎える事ができる。但し、プラスの追加キャラクター5人は条件に含まれるがベストエンディング中に台詞は無い。☆が付いているのは仲間にはならないがエンディングが存在するキャラ。
主人公
無限のソウルを持つ者。名前、性別、誕生日、髪の色を黒・茶・金・青・赤の五色から任意に選ぶことが出来る。スタート地点によって境遇が大きく変わる。ゲーム内で唯一すべての種類の武具を装備でき、装備する防具の種類で外見も変わる。台詞も心の中で呟く程度しか存在しないため、何を言っているのかはその場の状況、ジェスチャー、相手のリアクションを見て判断するしかない。一部を除き、ゲーム開始時点で16歳前後。経過年月に関わらず一貫して酒が飲めない為、酒場では茶を飲んでいる。プラスでは設定した誕生日に宿屋に泊まると、仲間から祝ってもらうイベントが発生する。
どのような冒険を繰り広げるかは全てプレイヤーに委ねられるが、最終的には闇の門の島にて次元のはざまに落とされたネメアを解放し、世界の破滅を望む者達の野望を阻止するべく、最終決戦の地であるエンシャントへと向かう。戦いの後はエンディングに応じて様々だが、多くのエンディングでは冒険を続けている。
四コマアンソロジーでは本作のタイトルに因み、男性主人公は「オール」、女性主人公は「ジル」となっている。
「王城のある大都市」
男性主人公専用。ロストールの平民街で幼馴染の女の子アイリーンと共に剣の修行に励んでいた少年。平民街に安置されていた闇の神器「禁断の聖杯」をゴブゴブ団に略奪された事件をきっかけに旅立つことになる。初期パーティメンバーはアイリーンだが、中盤で離脱する。他のスタートを選んだ場合、オープニングのタルテュバによる平民街襲撃イベントでアイリーンをかばって死亡した事がイベントで語られる。
「穏やかな田舎町」
男性主人公専用。テラネでコーンス族の少年・ナッジと共に暮らしていた孤児の少年。二人の親友である宿屋の息子・ヴァンが冒険者ガルドランと喧嘩になって大けがを負い、ヴァンの敵討ちを決意して旅立つ。初期パーティメンバーはナッジ。
「地図にもない村」
女性主人公専用。地図にも載らないほど小さな村ミイスのノトゥーン神官の娘。村に安置されていた闇の神器「忘却の仮面」を略奪しに来た魔人アーギルシャイアに村を焼き打ちされ兄ロイと生き別れた事をきっかけに村を出る事になる。初期パーティメンバーはセラ。
「黄金色に輝く畑」
女性主人公専用。少女ながら、ノーブル代官のボルボラに対抗するレジスタンスのリーダー格。レジスタンスが蜂起し成り行きでボルボラの主君レムオンに見出され妹としてノーブル領主にされてしまうことから冒険が始まる。初期パーティメンバーはチャカ。
「旅先の小さな町」
男女共用。行商人フリントの子。ノーブルからロストールに向かう間に父フリントが襲われ死亡、成り行きで父が「エリス王妃の密偵」であることを知り、その役割を引き継ぐ事から冒険が始まる。「黄金色に輝く畑」と対極の立場からノーブルレジスタンス蜂起事件の経緯を見る形のオープニングイベントになっている。初期パーティメンバーはルルアンタ。オープニングイベントの関係上レムオンの弟／妹になることができないが、代わりにロストールでエリス王妃に謁見することが可能。また、インフィニット以降ではゼネテスの親密度さえ上げればレムオンも仲間にできる。
以降はインフィニット以降で加わったスタート。
「チュートリアル」
1周目限定。本作の基本的なシステムを学びながらゲームをスタート出来る。男主人公の場合は「王城のある大都市」。女主人公の場合は「地図にもない村」にチュートリアル要素を追加したものとなっており、オープニング終了後はそのスタートと同じ展開で進行する。
「闇に閉ざされた塔」
男女共用。エンシャントの街にある魔道の塔の部屋で倒れていた人物。目覚める以前の記憶を全て失っており、ディンガル帝国宰相・ベルゼーヴァに助けられた事から物語が始まる。プラスより加わったスタートだが、1周目から選択する事が出来る。初期パーティメンバーはイーシャ。このスタートの場合は誕生日イベントが起きない。
「始まりの地」（2周目以降限定）
男女共用。オズワルドの街に住む女性・アスティアが拾って育てていた孤児。街にあった遺跡に封じられていた魔人ヴァシュタールが目覚めた事をきっかけに旅立つ事になる。初期パーティメンバーはレルラ＝ロントン。クリアデータを引き継いでスタートすることでしか選択できない。

### 猫屋敷
賢者の森の奥深くにあり、運命に導かれた者だけが辿り着くことが出来ると言われる場所。かつてはその名の通りたくさんの猫が集まる溜り場であったが、魔人ネモが住み着くようになってからは、ネモの邪気を恐れて猫が全く寄り付かなくなってしまった。
オルファウス★
猫屋敷の主人で、ストーリー全般を通して主人公の導き役となる。女性と見紛うほどの美貌をもつ物腰柔らかい聡明な優男だが、不躾な者には慇懃無礼な節もある。ネメアとケリュネイアの育ての親で、共に魔王バロルを倒した勇者の1人。正体は全てのエルフを束ねるクィーダ・ロア（クィーダとは部族長を意味し、クィーダ・ロアとは部族長すらも統括する、エルフそのものの長を意味する）であり、本名はパルシェン。非常に強力な魔導師で、最初から最高レベル呪文を習得している。ストーリー終盤でネメアに猫屋敷を襲撃され、魂吸いの指輪によって消滅したかに思われたが、猫の亡骸に魂を移していた。更にこの死の偽装自体が闇の勢力を出し抜いてウルグ復活を阻止する為のネメアとの作戦であり、闇の門の島にて元の姿で復活し、主人公の危機を救う。その後はエンシャントでの最終決戦に同行する。エンディングは用意されていないが違うキャラのエンディングに登場する事がある。誕生日は10月16日。
ケリュネイア
オルファウスの義理の娘のハーフエルフ。「閃光の牝鹿」の異名を持つ弓使いでもあり、かつては義兄のネメアと共に魔王バロルを倒した。ネメア同様、オルファウスに拾われ育てられるが、自身を捨てた片親であるエルフを憎んでいる。自分と同じような境遇のネメアに恋愛感情に近いものすら抱くほど慕っていたが、ネメアが覇道を進むようになると、彼を阻むために主人公に闇の神器捜索を依頼する。名前の由来はケリュネイアの鹿から。
父同様聡明ではあるが、いきなり強制的に特定ポイントに移動させる等何かと主人公を振り回す事が多い。ネメアの野望を止めると言いつつも彼を敵視する本当の理由は、自分の中にある「敬愛する兄」としての理想像からネメアが掛け離れていくのが許せない為である。その身勝手の為に主人公を利用したり嘘を吐いた事をオルファウスに叱責される一幕もあり、終盤はネメアに怨嗟の叫びをぶつけたり、オルファウスやネメアが死んだ（と思われた）際には泣き叫ぶなど、感情を顕にする事が多い。オルファウスが猫に意識を移した後は猫屋敷に留まってオルファウスとネモの世話をするようになり、父に代わって仲間の入れ替えを担当する。ラストダンジョンでも仲間にこそならないが、主人公達をバックアップする。オイフェとフェティが仲間になっていれば自身の武器「閃光の弓」をオイフェに譲るイベントがある。個別エンディングは存在しないが、ベストエンディングには登場する。

### ディンガル帝国
バイアシオン大陸の戦乱の中心となる絶対王制国家。能力があれば身分や種族、年齢や性別も問わず重要ポストに雇用抜擢されている。大陸最大の都市である首都エンシャントは東西南北の人や物資が集まる要所として栄え、天空神ノトゥーンを祭る「ノトゥーン神殿」と愛の女神ライラネートを称える「ライラネート神殿」を擁する。かつての魔王バロルの居城は現在でも魔獣やアンデッドが徘徊し、大陸でも有数の危険地帯である。国土の北方にはノトゥーン教の聖地である霊峰トールがそびえ、南方には賢者の森が広がる。また、更に南方のロストール王国とは分断の山脈によって隔たれている。ゲーム終盤、ゾフォルの策略によってエンシャントは住民のソウルを全て奪われた上に魔物の巣窟となり、かつての栄華など見る影も無い廃都と化してしまう。クライマックスではこの崩壊した帝都が最終決戦の舞台となり、エルファスとシャリを始めとする敵勢力との総力戦を繰り広げる。
ネメア・ランガスター・ディンガル★
魔王バロルを倒したバイアシオン大陸の英雄。バロルの娘であるディンガル皇女エスリンと魔人バルザーとの間に生まれた、言わば「半魔」であるが、生まれる直前にエスリンがバロルに殺され、賢者の森に遺棄された所をオルファウスに胎内から救い出されて育てられる。この為、オルファウスのことを「父」と呼ぶ。ゾフォルにより「破壊神はネメアに降臨する」と予言されており、その運命に抗うべく行動している。物語中盤で闇に憑りつかれていた皇帝エリュマルクを殺害し、ディンガル帝国皇帝に即位。四人の将軍を抜擢し、各国に宣戦布告。大陸に戦乱の渦を巻き起こし、自らは「闇の神器」を求めて旅に出る。プレイヤーキャラクターである「主人公」がゲームの主役であるなら、ネメアは物語の主役と言える。
ストーリー終盤、ゼグナ鉱山にてジュサブプロスの攻撃から主人公かノエルを庇い、次元のはざまへと落とされ、ウルグが降臨する依り代に利用されかける。更にこのネメアの失踪でディンガル軍の統率は瓦解し、結果的に終戦を迎える事となった。主人公達がウルグを退けた事で次元のはざまを脱出し、最終決戦にて主人公の加勢に駆け付ける。戦いの後は、運命に抗う（闇の勢力から世界を救う）為とは言え、戦争で多くの血を流した責任から皇位を退き、外の大陸へと去って行った。個別エンディングでは主人公も一緒に旅立つ。
ゲーム中では基本的に一時加入のみであり、最終ダンジョンで5人目の仲間として固定メンバーになる（ソウル、スキル配分も可能）。漆黒の鎧を纏い、槍を携えて金色の長髪をなびかせる姿には王者の風格が漂う。ヘラクレスをモチーフとしているような節があり、典型的英雄として描かれている。名前の由来はネメアの獅子から。
エリュマルク・ディンガル
ディンガル皇帝。ネメアの叔父にあたり、魔王バロルを倒した後にネメアらの推薦で帝位に就いた。ネメアが「我が友」と呼ぶほどの人物であったが、数年前から心に変調をきたしており、ネメアやアンギルダンといった功臣に無理難題を吹っかけたり、自分に意見したアンギルダンを処刑しようとしたほどの短気な性格もあって帝室から民心が離れる原因を作ってしまった。後に心を闇に蝕まれていたことが発覚し、ネメアに討ち取られる。
イズ
エリュマルク帝の皇后。エルファスの姉で、元は施文院の大神官であった絶世の美女。かつては施文院を率いて世界を滅ぼすべく悪事を重ねていたが、施文院に攻め込んできたネメアに好意を持ち、後にエリュマルクの命を受けたネメアに略奪される。その後もエリュマルクに心を開くことは無く彼女の関心はネメアに向けられたため、エリュマルクの怒りを買いネメアと密通したという名目の元処刑された。ネメアはこの事件をきっかけにディンガル帝国を出奔する羽目になり、弟のエルファスも全てに虚無を覚え、復讐を目論むようになる。
ベルゼーヴァ・ベルライン・ディンガル★
ディンガル帝国の宰相で政権を統括している。沈着冷静な物腰と個性的な髪型が特徴（カルラ曰く「ドリル頭」）。人類の革新という命題に邁進しており、ネメアこそがそれに相応しいとして心酔している。没落貴族の出で、順位は低いものの帝位継承権を持つ。ザギヴら四将軍の能力を認める一方で「所詮は凡人」と発言したり、自分を基準にして部下にも過多な仕事量を要求するなど、有能な一方で配慮に欠ける人物でもある。実は闇の宰相ゾフォルとの取引により、シャロームに体を明け渡した両親から生まれた「シャロームの子」である。両親はその反動で間もなく死亡し、ゾフォルによって育てられた。その為、彼には実の父ウリア、シャローム、ゾフォルという三人の父親が居る。戦闘スタイルは二刀流で、魔法の造詣も深い。インフィニット以降ではソウルリープ発生時に共に脱出し、その後、聖の禁呪取得イベントの際に合流すると仲間になる。また、プラスでは「闇に閉ざされた塔」スタートの場合のキーパーソンとなり、エンディングも同地点のスタートでなければ到達出来なくなっている。親密度が強制的に下がるイベントが存在する上、彼の元に通っても親密度が上がらないため、親密度が上げにくいキャラである。その分、エンディングの条件となる親密度は低めだが、竜王を倒してはいけない（主人公がレベル50に達してはいけない）という条件もある為、レベルアップによる親密度上昇も計画的に行う必要がある。その条件の通り、個別エンディングでは戦いの後で主人公と共に竜王を倒し、人類の革新の第一歩を踏み出す。
なお、一部では漫画『パタリロ!』に準えて「タマネギ」とも呼ばれている。誕生日は8月26日。
ザギヴ・ケルク・ディンガル★
ディンガル帝国の玄武将軍。帝国の内務統括として内政を司る。魔道アカデミー首席卒業者。その有能さから上官であるベルゼーヴァの信頼も厚い。「ディンガル」の姓が示すとおりディンガル帝室の一員であり、ネメアに次ぐ帝位継承権を持っている。最初は非常に厳しい態度で主人公に接するが、関わっていけば少しずつ打ち解けてくる。かつて「ザギヴが帝国を支配する」というゾフォルの予言を恐れた魔王バロルによって家族をバロルが繰り出した魔人に惨殺され、自身もあわやという所をネメアに救われた。しかしその際に身体の中に魔人マゴスが巣食っており、物語終盤には完全に闇に囚われた結果、別人のように変貌。崩壊した帝都にて玉座に就き、「ザギヴが帝国を支配する」という予言を成就させてしまった後に主人公に討たれる。しかし親密度を上げて様々なイベントを経験し、プレイヤーがバトルで負けると自我を取り戻し存命させることが可能。個別エンディングではネメアが去った事で新たな皇帝（ベストエンドでは皇帝代理）に即位しており、「ザギヴが帝国を支配する」という予言が別の形で成就する結果となる。趣味はチェスで、国内王者になるほどの腕前。装備は魔炎弾（拳武器扱い）と黒のビスチェで、どちらも固定装備。
インフィニット以降ではイベントが大幅に強化され、救済及び仲間への加入の流れもPS版とは大きく異なっている。イベントを起こせば早い段階で加入可能であり、エンディングも男女別で用意された。どちらの場合でも主人公を自身の騎士と呼んで近衛将軍に任命している。
ガラーナ・イガヴィル
ディンガル帝国玄武軍第11守備軍副官。ザギヴ失踪後に玄武軍の指揮を任される。エンシャントでの最終決戦時にカルラ、ザギヴ、ベルゼーヴァの全員がパーティ内に居るなどで指揮の場に立てない場合は彼がディンガル軍の指揮を執っており、主人公に未来を託して自軍は街にモンスターを封じ込めるべく防衛に徹する。特定のエンディングにも登場する。
ジラーク
ディンガル帝国の白虎将軍。希少種族であるコーンス族（有角種族）出身で西方攻略軍総司令として任命される。軍律に厳しく、理知的で生真面目な性格。作中では相性が合わないアンギルダン（とその副将だった主人公）に冷たく当たったことから狭量な面のある人物として描かれている。軍司令官としては一軍を率いての正面決戦こそ歴戦のアンギルダンや天才であるカルラと比べると見劣りするものの、知略に優れた一面を見せ、魔導アカデミー出身者であることから魔法や遺跡に関する知識も豊富。アキュリュース侵攻では、（シャリの協力があったとは言え）鉄壁の防御を誇る水精ミズチを無力化し、離間策を用いてアキュリースをほぼ無傷で攻略した。異種族間の共存の夢をネメアに託していたが、ストーリー進行により種族第一主義を掲げ反乱を起こす。主人公の行動で展開は変化するものの、何れにせよ最後は討たれる。誕生日は12月27日。
アンギルダン・ゼイエン★
ディンガル帝国の朱雀将軍。南方の大国ロストールの攻略を命じられる老将。ネメアとは年の差を超えた信頼で結ばれている。ネメアが即位するまでは傭兵上がりの冒険者として活動しており、ゼネテスからは「とっつぁん」と呼ばれ慕われている。バロルの配下になった時からディンガルに仕えてはいるが、言いたい事はハッキリ物申す直情的な性格が災いして、過去二度に渡りバロルとエリュマルク、二人の皇帝の怒りを買って処刑されそうになった為に出奔し、しかしその度に復帰している。酒好きで、真っ赤な鎧を着て斧を振り回す豪放磊落な性格の御老体。イークレムンの実の父であるが、互いにそのことは知らない（ストーリーの進め方によってはわかる）。ロストール一次征伐の時に朱雀軍副将またはエンシャントの傭兵として戦い、アンギルタンの話通りにイベントを進めるとアキュリュースのイベントで仲間にする事が可能。しかし少しでも手順を間違えると死亡するほど工程が複雑であり、無印版公式サイトに攻略情報が記載されたほど。個別エンディングの為にはアンギルダンのみならず、イークレムンの生存＆親密度が必要。その条件の通り、個別エンディングでは戦いの後にイークレムンと本来の親子の関係になり、アキュリュースの自衛隊長に就いていたもののやがて冒険の虫が騒ぎ出し、「世話になった人達に最後のあいさつに行く」という口実でまた冒険に飛び出してしまう。誕生日は4月11日。
カルラ・コルキア★
ディンガル帝国の青竜将軍。元は一兵卒に過ぎなかったが、ネメアの即位後、天性の軍略を買われ、16歳にして将軍に大抜擢され、東方諸国の侵攻を命じられる。栗色のポニーテールをした少女で、砕けた口調で明るく強気で飄々とした性格だが、ロセン国の侵略と略奪によって家族や近しい人を惨殺されるという暗い過去を背負い、その所為かどこか壊れた面を持ち、心から笑ったことがない。敵対勢力および怨敵・ロセン王家に対しては一切の情けを掛けず、リベルダム侵攻時にも街を徹底的に破壊するなど冷酷非情なところから「死神」と呼ばれ恐れられ、発言も口調に反してシビア且つシニカルで我が強い。一方で敵対しない相手や庶民には寛容で、少女を助けるために母の形見の宝石を渡すなどの優しさを覗かせることもある。
終盤、アンギルダンに続いてロストール二次征伐に乗り出すも、ゼネテスの奇策に敗れてロセンへと敗走。直後にネメアが失踪した為に以後はジラーク討伐を除いて軍を動かす事は無い（ベルゼーヴァには反乱を警戒されていたが、本人は自分はネメアのような英雄の器ではないと考えていた）。
ゲームの進め方によっては部下になる、敵対する等様々な展開が用意されているが、いずれの場合でも仲間にする事は可能で、死亡することがない。エンディングは部下になった場合のみ（その為、クリュセイスのエンディングとは二者択一）。個別エンディングでは主人公と共に外の大陸へと旅立つ。
巨大な鎌「デスサイズ」（槍扱い）と、魔術加工を施された胸当て鎧「青の魔鎧」は固定装備。腹部と太股部分を大きく露出したビキニアーマー風の衣装となっている。
アイリーン・エルメス★
騎士になることを目標とする少女。元々はロストールで暮らしていた。騎士であった父に憧れ、自身も騎士を目指すがロストールでは女性は騎士になれないため、ゴブゴブ団に「禁断の聖杯」を盗まれたことをきっかけに冒険者として旅に出る。強気な物言いをするが心優しく正義感の強い性格でありカルラに対しても将軍になる前から敬意を抱いていた。ロストールの平民街に母親がおり父親は既に亡くなっている。片手剣と胴鎧を装備。
男主人公限定スタート「王城のある大都市」では初期メンバー兼主人公の幼馴染となる。しかし中盤、ゴブゴブ団から聖杯を取り戻したのも束の間、今度はアーギルシャイアに奪われてしまった事で力を渇望してパーティを抜け、身分性別を問わずに能力を重視するディンガル帝国の騎士となり、カルラ率いる青竜軍の副将となる。その他のスタートでは、カルラの部下になる前は各地で遭遇するもこの時点では仲間にはならない。どちらの場合でも戦後はその優しさと正義感故に剣を振るう理由を見失い、軍を抜けて失踪し、ヴァシュタールに答えを求めてしまう。その時の対応次第では死亡してしまうが、間違えなければカルラ共々仲間になる。
禁断の聖杯を求めて旅立つものの中盤でカルラの部下となる為、聖杯探しからは外れてしまう（無印版公式サイトの攻略情報でも指摘されている）。彼女自身も聖杯入手には必須ではなく、聖杯の奪還もその時にパーティにいれば台詞があるだけでエンディング条件ではない。尚、エンディングは「王城のある大都市」でのスタート以外では見られない。個別エンディングでは元の生活に戻ったものの主人公とは強さの立場が逆転しており、彼から一本取るまで王宮の近衛騎士の任務は受けないと決め、ゴブゴブ団に生暖かく見守られながら道場で稽古に励んでいる。
オイフェ★
妹を冒険者に惨殺（実はエルファスが一枚噛んでいたが本人も予想しなかった事故である。但し、元々生贄目的）された怒りと悲しみから闇におちたダークエルフの女性。復讐のために冒険者狩りを行っていたが、ネメアとの戦いに敗れ、後にネメア親衛隊の一員となり、彼につき従う。生真面目な性格だが激しい気性の持ち主で、この事から「鉄火姫」という異名を持つ。主人公と敵対していたがネメア失踪後にオルファウスの邪龍の断層でのイベントで仲間にすることが出来る。前半と後半で口調が異なる。ゲーム中では珍しいピンクの髪を持つ。装備している弓矢は妹・エメルの形見。無印ではネメア同伴でのエンディングしか用意されていなかったが、インフィニット以降ではイベントもある程度追加され（フェティが仲間になっている事が必要）、エンディングも単独のものが新規に追加されている（同時にネメア同伴のエンディングは無くなった）。
ゼリグ
ボルダン族（2メートル超の巨躯を誇る、身体能力に恵まれた種族）の拳闘士。「強さ」を求道し、街道などで冒険者に勝負を仕掛けていたが、ネメアに敗北。その強さに敬服し、オイフェ、ドルドラムとともにネメアの旅に付き従う。無口で朴訥とした性格。力を追い求める姿勢は誰よりもひたむきで純粋だが、それ故に危うい一面もあり、後にそこをシスティーナの伝道師たちに付け込まれてしまう。ジュサブプロスの操り人形と化し、ドルドラムを殺害し、アズラゴーザ復活に加担してしまうも、正気を取り戻した後はその命を引き換えに祭壇を破壊し、アズラゴーザの復活を阻止した。
ドルドラム
ドワーフ族には珍しく戦神ソリアスを信仰する神官。ディンガル帝室の事情についてやたらと詳しい。後にネメアに仕え、オイフェ、ゼリグと共に「闇の神器」を探索・回収する任に就く。ドワーフ族の中でもかなりの実力者で見識も深く、主君ネメアを除いた三人のまとめ役。趣味は墓場を散歩することで主人公に歴史や物事を語る。最期はジュサブプロスに操られたゼリグの一撃を受け、主人公にオイフェの事を託して息を引き取る。
バロル・ランガスター・ディンガル
かつてバイアシオン大陸を恐怖に陥れた魔王。若かりし頃は当時の皇帝であったヌアドの下で天才的な政治手腕と統率力で内乱状態にあったディンガルを平定するが、その才能に嫉妬したヌアドに暗殺されかける。しかし、配下の協力もあって、逆にヌアドを退位させて自ら皇帝に即位。その際、配下の一人であり自分を慕い協力してくれた女性・キャスリオンを皇后に迎えた。そして帝国の内政改革に着手するも、そのあまりに先進的な改革に激怒した貴族たちが復讐と復権を目論むヌアドと結託。彼らが組織した反対勢力の強い抵抗に遭って遅々として進まず、遂には唯一の心の支えであった愛妻キャスリオンを反対勢力の謀略で失ったところをゾフォルにつけ込まれて闇に落ちた。魔王となってからは、闇の円卓の騎士など闇の勢力を召喚して反抗勢力ごと貴族を一掃して改革を断行した（この時、ヌアドの弟だけは最後まで兄を諫め続けた事をバロルに認められていた為、唯一人赦されて生き残った）。魔王になった影響で猜疑心の塊と化し、危険因子と見ればたとえ肉親であっても容赦無く排除していった。事実、後にネメアの母となる娘・エスリンやザギヴの家族まで手にかけている。そしてその力と恐怖を以って大陸制覇に乗り出すも、ゾフォルの「バロルは娘の子に討たれる」という予言通り実の孫であるネメアとその仲間達によって斃された。
プラスではエルファスを仲間にした場合のみ復活し、彼の代わりにラストダンジョンの最深部で戦う事となる。上部の本体を除くとその姿は神化したエルファスの色違いで、属性も聖だったエルフェスとは対照的に闇。
『トリニティ ジルオール ゼロ』はその統治時代が舞台であり、同作のラストボスを務めるが、実はバロルを討ち取った「孫」とはネメアだけではなかったことが明らかになる。しかしある理由によりその事実は消え、ネメアによって倒されたことがこの世界の真実となっている。

### ロストール王国
ディンガル帝国に並ぶ勢力をもった封建制国家。大陸でも屈指の精強さを誇る「竜騎士団」、国政の中心を担う「七竜家」、国教である「竜教」など竜にまつわるものが多く、国章も竜を象っている。王国内部では、ファーロス家とリューガ家による権力闘争が影に日向に繰り広げられており、腐敗した貴族の専横により貧民たちは傷ついている。
首都ロストールは「王城のある都市」のスタート地点でもあり、王城のほか、「千年樹」と呼ばれる巨木がそびえる。他には港町アミラルや大陸最大の穀倉地帯を有するノーブルの町がある。また「竜王大綱」と呼ばれるロストール独自の規則があり、どんな有能な者でも生まれついた身分で就ける役職を制限され、要職は貴族が特権として独占し、騎士は女人禁制であるなど、男尊女卑及び差別主義の傾向が強い国家でもある。
ゼネテス・ファーロス★
「剣狼」の二つ名を持つベテラン冒険者だが、過去のある事件で仲間を失って以来、誰ともパーティーを組まなくなった。ロストールの有力貴族ファーロス家次期当主であり、王女ティアナの婚約者だが最初はそのことを隠している。明るく気さくな人柄で、スラム街では多くの人に慕われる兄貴肌。また戦術家としても非常に有能。ディンガル帝国との戦争では竜騎士団の一員として出兵し、内外に不利な要素を抱えつつも旧知のアンギルダン、そしてカルラと矛を交え、どちらも圧倒的不利な状況から勝利を収める。常に余裕のある態度で達観した物言いをするが、シャリには「傷付く事を恐れて踏み込めないだけ」と指摘される。男性主人公チュートリアルでは主人公に戦い方の説明をし、「穏やかな田舎町」スタートでは序盤で主人公の面倒を見てくれる。無印では必ず最後まで生存したが、インフィニット以降では死亡イベントが用意され、条件を満たさなければ生存出来なくなった。死亡した場合は闇の王と化して復活し、ラストダンジョン最深部で主人公に討たれる。場合によってはレムオンと共に二人の闇の王となる。個別エンディングではファーロス家当主の身にありながらも宮廷での退屈な生活に飽き飽きし、相変わらずスラムの酒場に来ていたり主人公と冒険に繰り出している。
『トリニティ ジルオール ゼロ』では、実はネメアと共に魔王バロルを倒した仲間の一人であった事が明らかになる。
レムオン・リューガ★
ロストール王家の分家リューガ家当主で現在のエリエナイ公。考古学者のエストは腹違いの弟でもある。王権強化を狙う現王妃エリスと対立しており、反エリス派の筆頭として政争を繰り広げて来た。但し、腐敗貴族達は利用しているに過ぎず、実際は蔑視している。エリスからは「レムオン坊や」と呼ばれる。王女ティアナとは幼馴染で、密かに彼女を想い続けている。優秀な剣士でもあり、二刀流を操る。冷たく陰のある、美形の優男。その高慢な言動から敵を作りやすいが、国や家族、幼馴染を案じる一面を持ち、主人公がノーブル伯になるとそういった面を覗かせるようになる。特に心を許した相手には甘さや弱さを見せる事も。実はダルケニスであり、心を閉ざす態度もその出生と生い立ちが原因である。
無印では最終的にダルケニスであることが知れ渡ってしまい、居場所を無くしてシャリに闇に落とされる。その後、ラストダンジョン最深部にてエルファスによって自我無き闇の王として召喚され、闇の王女と共に主人公に討たれる末路を辿る。その為、パーティ加入も一時加入のみ。
インフィニット以降では、ゼネテスがアンギルダン、カルラ相手に連勝を重ねるとファーロス家の勢力拡大を危惧し、反乱貴族と結託して「リューガの変」と呼ばれるクーデターを起こした。セルモノーにエリス処刑の執行書にサインさせた上で、私兵を使ってエリスを殺害。更にゼネテスにも無実の罪を被せて殺害しようとする（進め方によっては回避可能）。しかし直後、闇の王女によってダルケニスであることが暴露され、闇へと誘われる。通常であれば無印同様にそのまま闇の王と化してしまうが、条件を満たせば自ら闇の王女の誘いを蹴り、主人公側に就いて仲間になる。以降はダルケニスとしての本来の姿で行動するようになり、女性主人公限定のエンディングも追加された。個別エンディングでは自分を「汚れた」としながらも、共に歩むと言ってくれた主人公を闇の中から守り続けている。ベストエンディングでは表舞台に復帰し、容姿も元に戻っている。
アトレイア・リュー☆
ロストール先王フェロヒアの遺児にして盲目の美女。本来は王位を継ぐ身であったが、父の弟・セルモノーが王位を継いだ後に生まれた為、第二王位継承者となる。赤子の頃、テジャワの変による王宮の争いに巻き込まれ、政敵の仕掛けた策略で母と共に毒を飲んだために母と視力を失ったが、エリスの尽力により一命は取り留めた。以来暗い闇の中でたった1人生きてきたが、ある出来事をきっかけに視力を取り戻す。物静かだが、不遇な生い立ちにも恨み言を言わぬ、気丈で健気な性格。また努力家でもある。反面、それゆえに一度傷ついてしまった時の反動も大きい。物語終盤、「せっかく闇の中に光が齎されたのに、見せつけられたのは更に深い闇だった」という絶望から闇に落ち、「闇の王女」と化してしまう（これは元よりシャリの陰謀）。ラストダンジョン最深部にてエルファスに闇の王レムオンと共に召喚され、最期は主人公に討たれる。無印では闇の王女は自我が無かったが、インフィニット以降では冷酷非道な性格に変貌しつつ自我を保っている。無印とは逆にエルファスが自我を無くした神と化すため、自ら世界を脅威に陥れ、彼に代わってラストダンジョン最深部で主人公を待ち受ける役となる。敗北後は神となったエルファスを召喚して死亡する。
条件を満たした場合は闇から救う事が可能であり、生存する。しかしその場合はティアナが闇に落とされる為、エンディングもティアナとの二者択一である。エンディングは男女共通だが、性別で台詞が異なる。インフィニット以降ではゴブゴブ団EDのキーパーソンにもなる。仲間にはならないが、生存している場合はベストエンディングにも登場する（タイトル画面から鑑賞した場合はアトレイアかティアナがランダムで選ばれる）。個別エンディングでは、緊張しつつも新女王の責務をこなすべく奮闘し、その一方で主人公のために手作りクッキーを焼くなどしている。ベストエンディングでは主人公が帝国の皇帝に擁立されると聞くとティアナ以上に声を荒げており、男性主人公の場合では彼がザギヴと結婚すると早とちりしたほどだった。
ティアナ・リュー☆
ロストール王妃エリスの1人娘で第一王位継承者。気取らない性格で、多くの人々を惹きつける魅力を持つことから「光の王女」と呼ばれる。心優しいが少々ずれた面があり、身分の違う主人公に対しても物腰柔らかに接する。「女狐」と呼ばれる母エリスを嫌悪しており、自分のことも不義の娘ではないかと疑っている。従兄であるファーロス家の御曹司と婚約が決まっているが、城から出たことのない窮屈な立場にうんざりしており、自由に憧れている。
アトレイアの闇落ちを阻止した場合は代わりとしてシャリに目を突けられ、「偽者の王女の自分は誰の愛も得られない」という絶望から闇に落ち、闇の王女としてエルファスに召喚された後、最期は主人公に倒される。インフィニット以降ではアトレイア同様、闇落ちした場合は自ら世界を世界を恐怖に陥れ、ラストダンジョン最深部で主人公を待ち受ける。こちらでは闇落ちの際に性格がアトレイア以上に見る影もなく変貌し、顔グラフィックすら邪悪な顔つきに変わってしまう。エンディングはアトレイアとの二者択一。インフィニット以降では男女で異なるエンディングも追加された。仲間にはならないが、生存している場合はベストエンディングにも登場する。個別エンディングでは母譲りの策謀家の片鱗を見せ始め、「女狐の子は女狐」と呼ばれながらも新女王として奮闘している。女性の場合は主人公が最近姿を見せないことから弱気になりつつも気丈に振舞おうとし、男性の場合はいつかのようにまた城を抜け出そうとするという砕けた面を見せる。ベストエンディングでは王女のままだが、立場上は国家主席となっている（アトレイアも同様）。
エリス・ファーロス
ロストール王妃。王国の七竜家筆頭のファーロス家の出。無気力な国王に代わり、実質的にロストール王国の実権を握っている。智謀に秀で、手段を選ばないやり方や悪女のような外見も災いして「ファーロスの雌狐」と呼ばれている。実際、政敵の排除、配下を捨て駒とする、邪魔な国を滅ぼすなど非道な行為を数多く行っており、恨みを持つ人間やレムオンを筆頭に自身を亡き者にしようと目論む敵が少なくなく、国内においても反抗勢力と冷戦を繰り広げている。しかしその本心は無気力な夫と無能の兄の代わりに悪名を帯びてまで国と家族を守ろうとするというものであり、PS2版以降ではゼネテスは彼女の死後に「いい人間ではなかったかもしれん。恨まれても仕方ない。だが俺にとってはいい女だった」と回顧している（特に「旅先の小さな町」スタートの時は温和な人柄がうかがえるイベントが多い）。また、一流の腕を持つ程の料理好きかつ家庭的な面を持ち、その料理の味はゼネテスが絶賛する程。PS版では物語終了まで生存したが、PS2版以降では物語終盤におけるレムオンが起こしたクーデターにより王権を私物化した首謀者という名目でリューガ家の私兵に必ず殺害される。王妃でありながら王族を示す「リュー」ではなく、生家の「ファーロス」姓であることから、ロストールでは血族が重視されているものと思われる。
セルモノー・リュー
ロストール王で先王フェロヒアの弟。王位に就くために愛のない政略結婚をしたにもかかわらず自分を愛する妻に対する後ろめたさと、彼女のあまりの有能さから無気力に陥っており、娘に対しても冷淡に接している。PS2版以降ではリューガ家によるクーデター後、エリスの処刑を認めた自己嫌悪から闇に堕ちることになり、サムスンに取り付かれてしまう。主人公によって発見されると戦闘になり、愚かだったのはエリスを愛そうとしなかった自分だと気付き、彼女への謝罪と共に娘ティアナの事後を託して死亡する。その場合王位はアトレイアもしくはティアナに継承されることになる。
ノヴィン・ファーロス
ゼネテスの父にしてエリスの兄である現ファーロス家当主。竜騎士団の長。第一次ロストール侵攻で総司令官を務めるも、あっけなく戦死。血筋と家柄を優先する貴族主義者で主人公を始めとした冒険者や平民を見下す、傲慢な性格。しかし、実際は口先ばかりで軍人としても政治家としても、力量や才能は全く無く、凡庸を通り越した無能者。妹であるエリスが王妃である事を盾に、権力を笠に着て威張り散らしているだけに過ぎない。それ故に当のエリスからも「無能」と吐き捨てられ、息子であるゼネテスも訃報を聞いた際に殆ど意に介さず、自身の死が悼まれる事はなかった（更には伝令の兵士によると、ゼネテスにもすぐに自害するように言い残していた）。
ヴァイライラ★
王妃エリスの密偵を勤める双子の姉妹の姉。冷静で礼儀正しい性格で、「雌狐のサファイア」の異名を持つ。ヴィアリアリ同様兄を慕っている。インフィニット以降では、いくつかの事件で主人公と関わった後、態度を豹変させて失踪した兄を探すべく主人公に協力を依頼する過程で仲間になる。姉妹それぞれの単独エンディングの他、姉妹一緒のエンディングも新規で作られた（但し、姉妹一緒のエンディングは男性限定）。いつの間にか兄の事を忘れていたが、その真相は女性主人公でツェラシェル関連のイベントを進めると明らかになる。個別エンディングはヴァイ、ヴィア共に思い出せない「心のカケラ」（＝ツェラシェル）を探すべく旅立ち、主人公も同行するというものだが、主人公と会話する相手が異なる。姉妹一緒のエンディングは逆に主人公の旅に姉妹が同行する形となる。
ヴィアリアリ★
王妃エリスの密偵を勤める双子の姉妹の妹。ヴァイライラとは正反対に直情的でキツイ性格。「雌狐のルビー」の異名を持ち、その実力は姉を凌ぐと言われる。兄ツェラシェルを慕っており、兄の前では甘えん坊になったり、兄が居ないと夜中に泣きじゃくるほどの寂しがり屋な一面を持つ。インフィニット以降で仲間になり、エンディングもある。ツェラシェルの記憶はやがて失う事になるが、僅かに残っているのか最終決戦時に意見を聞くと「お兄ちゃん…」と呟く。
タッチストーン
王妃エリスの侍女。実はエリスに仕える密偵『エリスの宝石たち』の一員でフリントの姪である（つまり「旅先の小さな町」スタートの主人公にとっては従姉妹にあたる）。
エスト・リューガ☆
ロストール貴族リューガ家の次男でレムオンの異母弟。兄想いで温厚な性格の少年。レムオンが唯一心を許す人物。優秀な考古学者として闇の神器を含めた魔道器や魔道王国ラドラスについての研究をしており、その魔道技術を人類の生活向上に役立たせようと考えている。また政治家としても有能。しかし独自に闇の神器の使い方まで発見してしまう程の優れ過ぎた頭脳から、ディンガル帝国に危険視されている。個別エンディングではレムオンに代わるリューガ家の次期当主の身でありながら相変わらず発掘調査に精を出しており、セバスチャンを悩ませている。
セバスチャン
リューガ家執事。レムオン曰く屋敷で1番の権力者。実際、政務や研究で不在がちなレムオン、エストに代わって屋敷の一切を取り仕切っている。PS2版では顔グラフィックが追加され、その柔和な貴公子然とした姿はPS版以来の古参のプレイヤーの多くを驚かせた。個別エンディングは存在しないが、エストなどの一部エンディングには登場する。
タルテュバ・リューガ
リューガ家の青年貴族でレムオン、エストの従兄。リューガ家当主であった父をレムオン、エストの父（タルテュバから見て叔父）に殺されて当主の座を奪われたばかりか、その後も幾度となく暗殺されそうになるなど不遇な少年時代を過ごしたため、すっかり捻じ曲がった性格に育ってしまった。有能な従弟達ばかりがもてはやされて、自身は逆に他の貴族からあげつらわれる不満を貧民街の住人を虐待する事で晴らしている。戦争が起こると自分だけ逃亡して元々無いも同然だった人望をさらに落とす事となり、一兵卒からも冷遇されるようになる。王女ティアナに惚れており、何度もアプローチをしている。その一方で、もう一人の王女アトレイアを馬の骨のように罵った挙句虐げ、それを目撃したゼネテス（進め方によっては主人公）によって鉄拳制裁を受けるシーンもある。日頃から周囲への憎しみを募らせていたところをシャリに着け込まれ、魔物の姿に変えられる末路を迎えていった。
実はそんな自分に対する嫌悪が原因で毎日大酒を食らって不摂生かつ自暴自棄な生活を送っていた為、その身体はいつ死んでもおかしくない状態にまで壊れていた。魔物化して倒された後、密かに人間の姿に戻っており、その後の展開次第では主人公とティアナ（もしくはアトレイア）に本心を打ち明け、最期の瞬間に僅かな救いを齎された事で安らかに息を引き取る。
オッシ
平民街で自警団を組織し、剣術道場を開いている道場主。アイリーン（と「王城のある都市」スタートの主人公）の師匠で街を飛び出した彼女（達）の身を案じている。大酒飲みな上に酒癖が悪く、酒場には相当のツケがある。実はオッシと言うのは偽名であり、その正体はかつてテジャワの変で反乱勢力に付いて失脚したサーザナイト家当主ワッツ・サーザナイトであることが、タルテュバの口から明かされる。アイリーンの個別エンディングでは、主人公から一本取ることを目標とするアイリーンの稽古の相手を強要されている（既に実力はアイリーンの方が上だが、彼女とまともに打ち合える人間が他にいない）。
フェルム★
平民街の酒場でウェイトレスとして働く看板娘。客から様々な話を聞かせてもらっているので意外に物知り。ガルドランに付きまとわれて迷惑している。スタートが「王城のある大都市」の場合、物語開始以前から主人公に恋心を抱いているが打ち明けられないでいる。プラスではそれ以外のスタートの場合、ガルドランから助けられた際に男性主人公に恋心を寄せる。「王城のある大都市」スタート時に限り、主人公のレベルに応じて訪ねた時の台詞が変化する（プラスでは仲間にしなかった場合）。男性主人公のチュートリアルでは彼女のお使いに付き合いながら各所で説明を受ける。インフィニットまではこの際の一時同行のみでエンディングも存在しなかったが、プラスでは仲間にする事が可能となり、エンディングも追加された。女性主人公でも言動は変わらないが、エンディングは男性主人公のみ。
武器は厨房から持って来たフライパン（種類は斧）。恋心を寄せる主人公に付いて行きたい一心から、昔祖母に聞いた「伝説のフライパン」の話を作り話と知りながら主人公に持ち掛ける。しかし、旅に出た後は自己嫌悪と嘘だとバレる事への不安に苦しめられる事となり、嘘がバレないように流れ星にお願いしようとして徹夜し、体調を崩してしまうと言った事も。しかし伝説のフライパンは実在し、攻撃力だけでなく特殊能力も備えた桁外れの性能を誇る武器として入手可能である（実際は形状がたまたまフライパンに似ているだけで、調理器具ではない本物の魔道器である）。その為、ネメア以外で固定装備が変わる唯一の仲間である。鎧のエプロンドレスも固定装備だが、布製にしては防御力が高い。伝説のフライパン入手後は主人公に全てを打ち明けて謝罪した（主人公は嘘だと全く気付いていなかった）。個別エンディングでは主人公と別れて酒場に戻り、自身を主人公という「船」が戻る「港」と表現して主人公が冒険から帰ってくる日を待っている。
チャカ★
女主人公限定スタートである「黄金色に輝く畑」のみ、主人公の弟として登場。他のスタートでは登場しない為、パーティー加入キャラ全員を仲間にすると見られるベストエンディングの条件にも含まれない（ベストエンディング中に台詞はある）。様々な場面で主人公に殴られるが、そのたびに頑丈さが1プラスされ、代わりに知力が1マイナスとなる。個別エンディングでは、主人公は冒険を続けるが、チャカは彼女の帰ってくる場所と父の遺した畑を守るべくノーブルに残る。
ボルボラ
ノーブルの代官。領主であるレムオンが政争に掛かりっきりである事をいい事に、重税を課したり逆らう者をゴロツキや怪物に痛めつけさせては住民を虐げている悪代官。エリスと密かに通じ、レムオンを失脚させて自身が領主の座に収まろうと目論む。最期は展開によって異なるが、いずれにせよ死亡する（公には「変死」とされる）。
イーシャ★
プラスにのみ登場。元は携帯小説「テジャワの変」の登場人物。ある男を捜して旅を続けている女冒険者。本人曰く「見た目より年季が入っている」らしく、冒険者としての経験も豊富。
嘗てはロストール下級貴族で、家の没落後はテジャワに庇護されてその密偵として働くことになる。テジャワの変でも活躍するが、実はアトレイア失明の原因に深く関わっていた。争乱の中、ソウルを刈り取られて喪失してしまう。そのとき闇の神器「同化の髪飾り」の影響で、ウルグの円卓騎士ラハブと融合して、ソウルを再構成し、魔人として復活した。その後、十数年の歳月を経て、ジリオンの無限のソウルと引き換えに救われる。だが、魔人と融合していた時の記憶は一切残されていない。冒険者となったのは消息を絶ったジリオンを探す為である。
男性主人公でジリオンを仲間にせず彼女の親密度を上げた場合、展開次第では終盤に同化の髪飾りを残して消滅してしまう。また、彼女とジリオンにはそれぞれ個別のエンディングと、二人がペアになるエンディングが存在するが、イーシャ個別のエンディングは2周目以降でのみ解禁される。また、個別のエンディングはどちらももう片方が仲間になっていない状態でのみ到達でき、更に到達可能なのは異性主人公のみ。イーシャの場合は自分の為に犠牲になったジリオンの意思を汲み取り、男性主人公と生きて行くエンディングとなる。
ジリオン★
イーシャ同様、プラスにのみ登場する「テジャワの変」の登場人物。嘗ては無限のソウルの持ち主だったが、イーシャを救う為に無限のソウルを失い、アルノートゥンのクリスタルに封印されている。鍛冶屋の息子として育ったが、父親がディンガル・ロストール紛争で死亡した為、孤児となり、後に冒険者となる。テジャワの変に巻き込まれるが、エリスに命を救われる。その際にソウルを失い消滅したイーシャを助けるため、ネメア12の難事の内、「28翼の騎行」と「ラハブ討伐」でネメアとともに戦った。
イーシャが仲間に居る状態で、条件を満たすとシャリに願いが叶えられる形でクリスタルから解放され、仲間になる。逆にイーシャを仲間にしなかった場合、展開次第ではイーシャが代わりにクリスタルに封印される形で開放される。その後は同化の髪飾りを取り戻してイーシャを救う為、仲間になる。しかしイーシャの立場に立つ事で、自分が犠牲になる事がイーシャの幸せにはならなかったと気付き、たとえまた自分と引き換えにイーシャを解放しても同じことの繰り返しではないかと葛藤する。
仲間になる過程は2パターン存在するが、彼のみを仲間にするにはイーシャに会わずにストーリーを進めなければならない。また、その場合は展開次第では同化の髪飾り奪還後にイーシャと共に封印される道を選び、永久離脱してしまう。女性主人公の場合、自分が犠牲にならずともイーシャを救える方法を探すべく、主人公と旅立つ個別エンディングが迎えられる。男性主人公でイーシャのみを仲間にしていた場合、主人公に思念を飛ばしてイーシャの事を託す。
ヒューズ
プラスのみ登場。アミラルを拠点に活動する冒険者。シェーヌの森で出会ったフィアと恋に落ちるが、エルフとの寿命の差故にいつかは自分がフィアを残して死ぬ事に葛藤する。イベントを進めると、イオンズの助言もあってフィアと話し合うべく森に向かい、たとえ自分が死んでもフィアとの子が残ると悟り、最後は2人で種族間に偏見の無い外の大陸へと旅立つ。
フィア
プラスのみ登場。シェーヌの森に住むエルフ。森でモンスターに襲われた所をヒューズと主人公に助けられた事を切っ掛けに、ヒューズとの恋に落ちる。

### ドワーフ王国
分断の山脈の下に築かれた地下都市。工芸や鍛冶に特化した職人の国。バイアシオンの通貨ギアの造幣を一手に引き受けている。王は10年毎に決闘によって決められ、ドワーフ族最強のチャンピオンが王に選ばれる。中立国であり、他国の軍隊が通過することは許されない。
デルガド★
当代一の刀鍛冶と称されるドワーフ。自分が鍛えた剣が民衆を虐殺するために使われたことで武器を作る意欲を失い、飲んだくれていたところで主人公と出会う。序盤でも仲間にできる（酒場での選択肢次第だがレルラがいた場合はどちらを選んでも仲間になる）。あるイベントで最高レベルの武器を作ってくれる。ちなみにドワーフ王国の鍛冶屋は彼の一番弟子である。個別エンディングでは鍛冶屋に復帰したものの、主人公のための武器しか作らないと決めているため、商売は弟子任せにしている。
ジンガ
豪胆にして柔和な現ドワーフ王。腕っ節はもとより、鍛冶にも優れる賢王。基本的に他国の干渉を避けるが敗走兵を受け入れるなど心優しい性格。アンギルダンの副官として第一次ロストール戦に参加した場合のみ、敗残兵を保護するイベントで会うことができる。

### 東方諸国
バイアシオン大陸の北東に位置する都市国家連合。都市国家ロセンを盟主に6つの都市国家で構成されている。
ペウダ・ロセン
都市国家ロセンの王。かつてはディンガル帝国の傀儡であった父と兄を排除して東方六王国の独立を達成したほどの英傑であったが、王座について以降は権力に執着する暗愚な君主に変貌してしまう。過去にロストール王妃エリスとリベルダムの豪商達に唆されてディンガルに侵攻するも、ネメア率いる28騎に大敗して以来、ディンガルに恐れをなしてロセンを鎖国状態にした。国民に重税を課して自らは享楽に耽る暴虐な王で、そのくせ自分の身が危うくなると言い逃れや命乞いするなど小賢しい一面も見せる。カルラにとっては自分が幼い頃に家族を虐殺した怨敵であり、青竜将軍となった彼女が率いるディンガル軍に攻められて逃亡するも敢え無く捕まり、カルラによって一族郎党と共に惨殺される。

### ウルカーン
バイアシオン大陸の北東端にある都市国家。魔術師達が集まる学術都市で、自衛用のマグマゴーレムを擁する。元は海底火山だった部分が隆起して誕生した比較的新しい土地で、周囲を険しい火山地帯に囲まれている。温泉が有名で、湯治に訪れる人も多い模様。
シェムハザ
都市国家ウルカーンの代表を務めるコーンス族の老人。炎の巫女フレアの世話役でもあり、フレアの秘密を隠すために自分以外が神殿に立ち入ることを禁じている。闇の神器「束縛の腕輪」を所持する。ストーリーが進むと、ネメアが束縛の腕輪を奪いに来た際、腕輪の力を使ってモンスターに変身するも自我を失ってしまい、討たれるという最期を迎える。実は若き日に火の巫女であるフレアに恋慕していたが、拒絶された為に彼女を殺してしまった。その後、束縛の腕輪を使ってフレアの姿を模した生きた人形を作り、それが精霊神に巫女と認識された事で、その人形をフレアとして巫女の座に就けていた。この事実はシェムハザ討伐後に彼の日記を調べると判明する。

### 自由都市リベルダム
バイアシオン最大の商都。商人ギルドや冒険者ギルドの本部、闘技場などを有し、商業と流通によって莫大な利益を上げている。直接民主制を採っており、市民権を持つ者であれば誰でも政治に参加できるものの、市民権を持たない非市民との貧富の差が問題となっている。
フゴー夫妻☆
義賊ストラ=フゴーの子孫。バイアシオン一の財力を誇るホテル王。リベルダムに美術館をもっており、世界中の美術品や骨董品を集めている。妻は夫同様の体型をしており、夫の言うことに「ほーっほっほっほっ、そーですわねー」と追従するばかり。夫妻の馴れ初め話を聞いた者はその恐ろしさに皆気絶してしまうという。主人公が有名になると屋敷に招待され、手持ちの貴重品を売る事ができる。条件を満たすとストラ=フゴーの短剣「ストラスエッジ」を譲るに相応しい人間か見極めるべく戦いを挑んでくる（ゴブゴブ団EDの為には彼等にこの役目を譲る必要がある）。ちなみに妻は二刀流の使い手でもある。個別エンディングでは主人公を世界一の冒険者と認め、誰も手にした事がなく探しに行った者は誰も帰って来なかったという幻の秘宝「竜の牙」の探索を依頼する。
ダイダロ
フゴー家執事兼ボディガードを務める壮年のボルダン族。かつては闘技場で鳴らした強者。屈強さと知性を併せ持つナイスミドル。
ロティ・クロイス
リベルダムの有力商人でクリュセイスの父。一見柔和な人物だが、裏では武器産業を手掛ける死の商人。後にアンティノの手によって暗殺される。主人公がこの暗殺に加担させられたか否かで後の展開が大きく変化する。因みに妻はロセン王家の血縁者だがゲームには登場していない。
クリュセイス・クロイス☆
ロティの娘。母親がペウダの叔母である為、カルラによって根絶やしにされたロセン王家の血を引く最後の生き残りとなる。父の死後、その後を継いでロセン解放軍のリーダーとなる。主人公に父親殺害の嫌疑をかける（実はアンティノの陰謀）など、外見は清楚な美人だが性格は容赦なく激しくプライドも高く、非市民を見下す。解放軍のリーダーになってからは父親の仇である（と思い込まされている）主人公を罠に掛けて誅殺しようと目論む。主人公がこの罠に掛かった場合、しばらく彼女に言われるがまま従う羽目になるが、次第に主人公の人柄から殺害容疑に対しても疑問を持つようになり、結果的に解放軍に引き入れる事になる。その後、主人公が最後までクリュセイスを裏切らず、見捨てもしなかった場合はリベルダム陥落を生き延び、全てを知って主人公に謝罪。以降のイベントを進めると主人公に信頼を寄せるようになり、彼女自身も人間的に大きな成長を遂げる（助けなかったり一連のイベントに関わらなかった場合は死亡）。エンディングは男女個別で用意されている。男性の場合はリベルダムとロセンの復興を成し遂げており、近いうちに一緒に旅に出る事を主人公と約束する。女性の場合は、こっそり冒険に戻ろうとした主人公を追い掛けて自身も同行する。
アンティノ・マモン
ロティと組んで武器の売買で財を築いている武器商人。主に戦闘用モンスターの開発を手掛けている。ロティとは親友同士だったが、彼とは正反対の醜悪な容貌が災いしてロティにばかり人気が集中して自分がロティの分まで蔑ろにされる境遇から、次第にロティに嫉妬し、ワインを用いて彼を毒殺した。リベルダム陥落はアンティノの手引きによるものであり、その直前にはアーギルシャイアとも結託。セラの姉・シェスターもかつてアンティノの下で働いていた。最後は究極のモンスター・エクリプスを作り出すがそのエクリプスに襲われ、しかし満足気に死亡する。

### アルノートゥン
大陸北西部の山岳地帯にある都市国家。強力な魔力を秘めた聖光石の鉱山閉鎖とそこに封印された邪竜イシュバアルの復活阻止を担っている。住人のほとんどが神官と傭兵であり、女性が極端に少ないことも特徴である（酒場ではボルダンのウェイターの「看板息子」が名物とされており、それを嘆く客もいる）。
イオンズ★
元は無頼の傭兵で、アンギルダンとの出会いと同行がきっかけで神官になったという異色の経歴を持つ男性。大変な努力家で、その過酷な修行の末に身に付けた強力な封印術の使い手であると同時に画家としても有名。モンスターと人の融和を夢見ており、実際に凶悪なモンスターでライバルでもあったイズキヤルとは友情の契りを交わしている。インフィニット以降で登場し、仲間になる（イベントを進めなかった場合は行方不明になる）。また、プラスではヒューズとフィアの仲を取り持つ役を務める。個別エンディングでは、イズキヤルとの約束のために各地のティラの娘を封じ続けているが、体を壊した振りをして主人公をからかうなど豪胆さは変わっていない。
イズキヤル
「ティラの娘」と呼ばれる魔物のうちの一人。本来ならアルノートゥンを瞬く間に滅ぼせるほどの実力を持っているという。かつてイオンズと死闘を演じるも和解し、彼から教わった術で自らの力を封印した。子供好きで、よく広場で一緒に遊んでいる。しかし後にシャリによって本来の姿に戻され、イオンズと敵対してしまう。それでもわずかに残った意識で自分を殺すように訴え、最期はイオンズに感謝しつつ消滅する。このイベントを起こさなかった場合はラストダンジョンで中ボスとして登場する。

### 魔道王国ラドラス
古代に魔法の力によって栄華を極めた魔道王国。現在は竜骨の砂漠の下に封印されており、数百足らずの民が細々と暮らすのみである。
地水火風の4人の巫女は当時の巫女ズゥ、ネイ、ウル、エアの子孫にあたる。エステル以外の巫女には、それぞれが仕える神殿に行けば会うことができる。
物語後半、シャリの策謀によって4人が拉致され、ラドラス浮上に利用される。主人公の行動で展開は大きく変わり、ボスを倒してラドラスを不時着させる事が出来れば巫女達を救出できる（エステルは特別）。イベントで失敗したり、放置した場合は竜王によってラドラスは撃墜され、4人とも死亡してしまう。或いはラドラスの浮上自体を阻止する展開もある。
エステル・ズゥ★
自分のことをボクと呼ぶ、少年のような印象の少女（ベストエンディングではユーリスに「男装の麗人」呼ばわりされる）。砂漠の民ラドラスの族長であり地の巫女だが、当初は自身に巫女としての自覚は無く、快活で好奇心旺盛な性格もあって、ちょくちょくラドラスを抜けだして冒険者稼業に身を投じている。主人公を慕っているが、足手まといになることを危惧している。ラドラスの事件までは一定期間毎に離脱と復帰を繰り返す。浮上したラドラスでのイベントに成功しても、親密度次第では主人公達を救う為に一人犠牲になって死亡してしまう。復帰の過程で地の禁呪が手に入るが、彼女が死亡した場合でも禁呪だけは入手可能。
初期状態では能力が低いが、イベントで地の巫女として覚醒し、ステータスが大きく上昇する。最初は砂漠の民族風のボーイッシュな服装だが、巫女として覚醒すると巫女服姿を見せるようになる。以降は親密度次第で巫女服のまま冒険に連れ出す事になり、ラドラスの一件後もまた親密度による服装の判定が行われ、巫女服の場合だとパラメーターも上がる。いずれの場合でもエンディングでは元の服に戻り、冒険者に復帰している。エンディングは男女共通だが性別で台詞が若干異なり、男性の場合は恋愛感情を、女性の場合は姉のような感情を抱いている様子を見せる。
イークレムン・ネイ☆
アキュリュースで水の精霊神に仕える巫女。極めて穏やかで優しい心の持ち主で、水の妖精ミズチと会話することができる。若き日のアンギルダンが先代の水の巫女ルフェイとの間にもうけた娘だが、アンギルダン自身もルフェイが子を成した事を長らく知らず、生後間もなくルフェイが死んだ事もあって実の両親の顔を知らない。水の精霊神に仕える身ではあるが、妄信してはいない。他の3人のように個別の死亡イベントは無く、ラドラスで救出さえすれば死なせずに済む。ラドラスでの救出時に親密度が高いと、自分も主人公と一緒に冒険したかったという本心を覗かせる。しかしインフィニット以降で追加された個別エンディングでは「変わることも大切ならば、変わらぬことも同じくらい大切」と考えてアキュリュースに残り、主人公が冒険の途中で立ち寄る度に語らっている。アンギルダンEDには無印からも登場しており、アンギルダンとも親子の関係になっているが矍鑠で相変わらず冒険好きな父に対し、本編では見せなかった砕けた一面も見せる。
単独EDはフレアやエアと違って男女共通。但し、イベント進行過程で禁呪が手に入る他の3人と異なり、水の禁呪を入手（＝水の精霊神の解放）するとエンディングが迎えられなくなる。
フレア・ウル★
ウルカーンで火の精霊神に仕える巫女。ほとんど感情をあらわすことが無いが、それには闇の神器と関係したある理由が隠されている。実は本物のフレアではなく、シェムハザが恋慕の末に殺してしまったフレアを模して、束縛の腕輪を用いて造られた生ける人形である。人間ではないため、長き年月を老いる事無く生きている。自身の出自は知っており、それ故に自分は役割を与えられた道具に過ぎないと思っている。束縛の腕輪が無ければ存在を維持できず、シェムハザの死後は延命処置が途絶え、やがて崩壊する定めにある。その為、無印ではラドラスから救出したとしても最終的に必ず死亡してしまう。
インフィニットでは特定の条件を満たせば生存させる事が可能。その場合、ラドラスの事件の後は崩壊の危機に見舞われるも主人公が束縛の腕輪を用いたことで生き永らえ、それでも自身の存在意義を見出せずにいたが主人公との交流によって徐々に考えを変える。主人公を精霊神の元に通した後は束縛の腕輪を奪い、自身の命に終止符を打とうとするも主人公に止められた（但し、その後で再び訪ねると死んでしまう）。プラスでは生存させた場合は主人公が冒険に誘うように展開が変わっており、仲間にできるようになった。無印時代からスタッフに人気があったようで、一部攻略本では当時から「彼女を生き残らせたい」というスタッフからの要望を見ることが出来る。インフィニット以降では火の禁呪は彼女のイベントを進めれば入手可能だが、拉致で不在の時に入手するとフレアを生存させる事が不可能になる。
エンディングも男性主人公限定でインフィニット以降から追加されており、プラスでも内容は同一。個別エンディングでは、全てを捨ててフレアと居る事を選んだ主人公に寄り添っている。
エア☆
風の精霊神に仕える巫女。同時にエルズの支配者でもある。強力な魔法の使い手で、千里眼の能力を使い天地千年の未来を見通すことができる。魔法で独自に子孫を残し自我を存続させている。見た目は子供だが中身が大人なのはそのためである。また、翔王とも交流があり彼の心に大きな影響を与えている。魔法で子孫を残す性質上、通常の人間の半分も生きることが出来ない。それ故に心の奥ではその運命に絶望しており、やがてシャリに付け込まれてしまう。展開次第では魔法で子孫を残す事をやめ、普通の人間として生きて行く事を決意する。また、翔王の最期の言葉がエア自身にも大きな変化を齎す（但し、翔王の生死はエンディングに関係ない）。
風の禁呪取得には翔王の撃破が必須だが、イベントを経ないで翔王に戦いを挑んで倒してしまうと、エア自身が主人公に襲い掛かって来るため、倒さなければならなくなる。エアが死亡しているとラドラスも無条件で落ちる。無印では翔王のイベントが無い為、風の禁呪取得の為には彼女を殺害するか拉致されて不在の時に取得しなければならない。
フレアやイークレムンらと共にインフィニット以降ではエンディングも存在する（男性主人公限定）。個別エンディングでは巫女の役割を捨て、未来を見通す事もやめて一人の人間として主人公と共に旅をしている。
シャローム☆
魔道王国ラドラスを建国した王の一人。神にも匹敵する「超人類」を目指すも、その力を恐れた竜王によって封印された。自分以外のものは敵、もしくは利用対象としか捉えない傲慢な性格。現在は魔道の塔の地下にて壁と同化する形で封じられており、訪れた主人公に自身の思想を説く。自分を封印しているマノンの腕輪を、ユニオンスペルの解放という口実で主人公に倒させる。その場合、ソウルリープ事件の際にベルゼーヴァを脱出させないように主人公に語り掛け、それに従うとベルゼーヴァの体を乗っ取って復活する。復活後に闇の禁呪を取りに行くと新月の塔で戦う事になり、ここで倒すとエンディングが迎えられなくなる。個別エンディングではベルゼーヴァのエンディング同様、主人公と共に竜王に戦いを挑むも、その先に待っているのはベルゼーヴァが目指した「人類の革新」ではなくシャロームが支配する「人類の黄昏」であった。
「闇に閉ざされた塔」でのスタートの場合、主人公に関する出生の秘密を明かすイベントがある。

### 冒険者達
特定の国に属していない冒険者などで、その目的は様々。
冒険初期でのPT加入が早かったり、各スタート地点では初期メンバーに加入していたりする者もいる。
　　　　　　
ヴァン・アユテラン★
テラネの宿屋の息子でナッジの親友であり、「穏やかな田舎町」スタートの場合は主人公とも最初から親友で3人でいつもつるんでいた。喧嘩っ早く強気で熱い性格の暴れん坊。ダジャレが好きだが、周りの人間は決して笑わない（ベストエンディングではセラに鼻で笑われた）。ガルドランに大怪我を負わされてしまい、しばらく養生生活を余儀なくされる。ナッジがガルドランを殺害しなかった場合、怪我も全快して復活するも、彼が自分の仇を討ってくれなかった事に怒って自身がガルドランを殺すべく旅立ってしまう。その後、心を入れ替えて正義のために行動していたガルドラン（自分が腹ぺこな事も忘れて飢え死にしかけていた旅人にパンを渡し、倒れていた）と遭遇し、考えを改めて主人公の仲間になる。しかし、終盤ではナッジを殺害してしまうと、ラストダンジョンで闇に落ちて戦う羽目になる場合もある。男主人公限定スタートである「穏やかな田舎町」では主人公の親友ともなる。エンディングはナッジとペアのもののみで、故郷のテラネの良さに改めて気づきつつも更なる出会いと冒険を求め、主人公とナッジの3人で外の大陸を目指す。
ナッジ★
コーンス族の少年。ネモからも評される純粋で穏やかな人のいい性格。親友ヴァンの仇・ガルドランを追って旅に出る。祖父はエンシャントの魔道アカデミーで教鞭をとっていた高名な学者で、ジラークはその教え子だった。その関係で、現在もジラークを敬っている。男主人公限定スタートである「穏やかな田舎町」では初期メンバー兼主人公の親友となる。その他のスタートではガルドランに返り討ちに遭っている所を主人公に助けられ、仲間になる。当初はガルドランへの復讐に取り憑かれ、強さを渇望していたが徐々に考えを変え、コーンスの青年を助けたガルドランを救う事で本当の強さに気付く。その後、ガルドランと対峙した際に決断を下す（選択で変化）。しかし終盤、ジラークが反乱を起こすとそれに参加するべく主人公の許を去ってしまう。直接説得すればパーティに復帰するが、放置した場合はジラークと命運を共にし、殺害した場合はヴァンが闇に落ちる可能性が生じる。「穏やかな田舎町」の初期メンバーだが、エンディング（ヴァンとペアのエンディング）は他のスタートでも可能。
ガルドラン・イムタック☆
元はエンシャントの鼻つまみ者。何をトチ狂ったか、ある日突然世界を救う伝説の勇者になるべく旅に出た自称「未来の勇者」。ロストールやエンシャントの酒場で主人公達に絡んでくる。ヴァンとナッジには因縁の相手だが、本人はその自覚がない。執念深い所もあり、フェルムに付きまとった所を妨害した主人公にも因縁を吹っ掛ける事も。思い込みが激しく他人は無視という困った性格だが、弱者には優しいどこか憎めないおとぼけキャラクター。なぜかギターを背負っており、詩作の才はあったのか、彼の作った歌は後年有名になったとのことである。とどめを刺す選択肢が出る事もあるが、刺さなかった場合は改心して正義に目覚め、人を助ける活動に邁進するようになり、ヴァンからも認められる。しかし男性主人公の場合、後にリューガの変の最中に空気を読まずフェルムを賭けた戦いを挑んで来る所為でタイムロスの原因になる。
インフィニット以降で専用エンディングも追加されたが、その為には前述の戦いに負ける必要がある。個別エンディングでは主人公に勝ったという実績で名を轟かせ、相変わらず奇行を繰り返しながらも弱きを助け悪を挫く正義の活動を行なっている（ただし、裏で主人公、ナッジ、ヴァンが気付かれないように支援している）。
セラ★
姉シェスターを取り戻すため旅をする冒険者の青年。尊大で無愛想だが姉と親友ロイには心を開いている。女主人公限定スタートである「地図にもない村」では、兄ロイの親友として最初の仲間となる。それ以外のスタートではアーギルシャイアと敵対するうちに遭遇し、共通の目的を持つ者として仲間になる。最初はそっけない態度だが、次第に主人公に心を開いていく。ぶっきらぼうな口調故、冷徹に見えるが激昂しやすい部分があり、その一方で情に厚い一面も持つ。精神を斬るという妖刀「月光」と胸当てを装備し、腹部を露出した独特の服装をしている。エンディングは「地図にもない村」スタート限定。
姉（正確には姉に憑依したアーギルシャイア）を追う関係から、禁断の聖杯を得るためのキーパーソンである。親密度が低いとアーギルシャイアとの決着時に永久離脱してしまう。個別エンディングでは「姉よりももっと大きなもの」を探し求めるべく主人公と共に旅立ち、ロイとシェスターへの祝福として忘却の仮面を置いていった。
ロイ・ミイス★
セラの親友で、セラの姉シェスターの恋人。女主人公限定スタート「地図にもない村」では主人公の兄となる。強さと優しさを併せ持つ好青年で、「地図にもない村」の主人公にとっては良き兄であり（初期親密度も非常に高い）、セラが「唯一認めた男」と呼ぶほどである。女性主人公チュートリアルでは主人公に戦い方の手ほどきをする。闇の神器の守護者で、魔人アーギルシャイアの襲撃により行方不明となる。セラの月光と対になる聖剣「日光」を装備。インフィニット以降で仲間に出来る。但し、セラの加入状況や親密度次第では死亡して仲間にならない。個別エンディングでは、主人公、シェスターと共に戦乱で傷付いた精霊を癒す活動を行なっている。
サイフォス
主人公達の前に現れる謎の仮面の剣士。「ティラの娘」を討伐しようとする主人公達に協力する。サイフォスとは古代語で「日蝕」を意味する。その正体は闇の神器「忘却の仮面」によって記憶を奪われ、アーギルシャイアの手先となったロイ。
フェティ★
弱冠1600歳の若いエルフ。エルフ以外の種族を下等生物と蔑む高飛車な性格で傲慢と偏見の塊で、特にドワーフ族を完全に嫌悪している。そして自分の気持ちを素直に認めようとしないわがまま娘。捻くれ者なので何を見ても「つまらない」としか言わないが、しぶきの群島の景色を見た際には思わず「キレイ…」と呟いていた。主人公が「世界は驚きに満ちている」と説くとやはり当初は罵倒するも、「責任を取って驚きの世界を見せてもらう」という名目で強引に付いてくる。博識だと言っているが自称しているだけで実際は殆ど無知なので、意見を聞いても全く参考にならない。が、いくつかのイベントでは必要なキャラクターとなっている。インフィニット以降ではその誰だろうと等しく見下す（良く言えば分け隔て無い）傲慢さがトラブル解決の役に立つ事があり、特にオイフェに深く関わる。シルフィードという槍（槍限定で交換可能）と胸当てを装備。個別エンディングでは旅立とうとした主人公を追い掛けて強引に同行し、「珍道中」を続ける。エンディングの内容自体は男女共通だが、主人公の反応は異なる。
ユーリス★
魔道アカデミー史上最凶の劣等生。追試の準備中にやっていた実験でアカデミーの校舎を爆破してしまった為にアカデミーを追放され、逃げるようにアミラルへ出ていた。更に潜伏先であったアミラルの宿屋を実験の失敗で爆破したりと何かと問題を起こすトラブルメーカー。研究熱心なのはいいのだが、爆破に留まらず、その責任を取る形で働いていた宿屋で料理をこぼしたり、皿を割るなど恐ろしく不器用――に見えるが、実際は視力が悪いのに人前では眼鏡を掛けないせいである。その人となりはネモをして「バカ女」と言わしめるほど。無邪気であっけらかんとした性格で口調こそは丁寧だが、意見を聞くと空気を読まなかったり楽をしたがる発言が多い。一方、発言そのものは妙にシビアだったりと中々に現実的な性格である。尚、丁寧な口調は意識してのもので、シリアスなシーンや親しい人間の前では砕けた素の口調になり、その際は主人公の事も呼び捨てにする。トラブルの数々で宿屋への借金をどんどん膨らませていたが、主人公が彼女の借金を肩代わりして完済すると仲間になる。VITに＋、INTに-という独自のLvUP補正値を持つ。固有武器である「マジカルステッキ」を装備している。ユニオンスペルを取得するとアカデミーへの復学が可能だが、これはエンディング条件ではない。個別エンディングではアカデミーに復学して名声も得たものの、結局また大爆発を起こしてしまい、再び冒険に出るという名目で主人公と逃亡する。
ルルアンタ★
リルビー族（小人族）の踊り子の少女。幼い頃に両親を無くし、現在はフリントの世話になっている。男女共通スタート「旅先の小さな町」では初期PT加入メンバーであり、本編開始の10年前から主人公の義妹として共に過ごす。それ以外のスタートではフリントの死後にロストールのスラムで野盗に襲われていた所を主人公に助けられ、仲間になる。不幸な過去にもめげず、いつも笑顔を絶やさない、明るく健気な性格。
どのスタートでも初期から仲間にすることが可能だが、「旅先の小さな町」でのスタート以外ではエンディングを見る事が出来ない。個別エンディングではまた主人公と旅暮らしをすることになり、オルファウスに転送してもらう。
フリント
表向きは行商人だが、長年にわたってロストール王妃エリス直属の密偵を務めている。ルルアンタの養父であり、男女共通スタート「旅先の小さな町」では主人公の父親となる。密偵として裏仕事の数々に手を染めていたが、子供達の前では良き父親だった。子供達の為にもノーブルでの仕事を最後に暇を貰おうと考えていたが、オープニングイベント中政敵の放った刺客によって死亡。女主人公限定スタート「黄金色に輝く畑」のオープニングイベントにも登場するが、以後登場しないので同じ末路を辿ったと思われる。
レーグ★
かつてネメアとともに魔王バロルを倒したボルダンの戦士。「剣聖」と称えられており、リベルダム闘技場で無敗を誇る王者。非常にストイックな性格をした二刀流の使い手。愛用している二振りの剣「剛刃」「閃刃」はかつてリベルダムを建国した英雄イグザクスが使用していたもの。作中でも屈指の強力なキャラクターであり、闘技場に出てくる彼の二刀流は、プレイヤーを苦しめる。しかし見事倒せば、その二刀流をスキルとして習得する事が出来る。個別エンディングでは再び主人公に挑む。
レルラ＝ロントン★
キレイ探しをしているリルピー族の吟遊詩人。本当はクリスピーという名だが、本名が美しくないという理由から詩人レルラと楽聖ロントンの名前を取って名乗っている。見た目は子供のようだが実年齢はけっこう高く、妻子を放ったらかして旅に出ているという放蕩親父。ルルアンタの実父だが互いにそのことは知らない。アミラルの酒場には彼の弟子がいる。弓使いで、「インフィニット」以降では2周目限定スタート「始まりの地」の初期メンバーとなるが、エンディングはどのスタートでも到達可能。個別エンディングでは主人公と共に旅をしながら歌を作っており、いずれはエルファスやゾフォル、シャリと言った敵対した者達も「生き方はキレイ」だったとして歌にするつもりだと言う。
ツェラシェル
神官くずれの冒険者で、ヴァイライラとヴィアリアリの兄。。傲慢不遜で金に汚い性格。「悪く思うな」が口癖で、主人公とは多くの場面で敵対する。元は施文院の最強の暗殺者であり、自我が目覚めた事で妹達の解放をエルファスに要求するが、不遜な態度でエルファスを怒らせ、呪いを掛けられる。その後、ゼネテスに拾われた事で彼ともう一人の仲間と共にパーティーを組んでいた。しかしある事件をきっかけに疎遠となり、それ以来、元々金に汚かった性格が手伝って、金ずくでどんな仕事でも引き受けるようになった。呪いによって余命は数年と無く、本来なら指一本動かすことも出来ない容態であるが、魔法で無理やり動かして健常であるかのように振舞っている。双子の妹を何よりも大切に思っており、自分の死後残される彼女らを気遣ってあえて突き放した態度をとっている。終盤、ヴァイ・ヴィア姉妹を突き放して失踪し、いつの間にかその存在が無かった事になっていた（人物列伝もヴィア・ヴァイ姉妹には他に家族がいないという内容に変わっている）。
女性主人公のみ、彼の消失の真相やその過去と本心を知るイベント群が用意されている。イベントを進めると徐々に主人公と打ち解け、妹達にすら明かさない胸中を語るようになるが、最期はヴァシュタールの襲撃から主人公と妹達を救うために虚無の剣を使ってしまい、主人公ともっと生きたかったという本心を叫びながら消滅する。更に虚無の剣の代償により人々の彼に関する記憶も消え、主人公やヴァイ・ヴィア姉妹にも忘れられてしまった（理由の分からない悲しさだけが残った）。このイベントを起こさずヴァイ・ヴィア姉妹を仲間にした場合や男性主人公の場合でもツェラシェルの存在が無くなっている為、いずれにせよ最期は虚無の剣を使った事がうかがえる。
『トリニティ ジルオール ゼロ』では、上記のイベントで触れられた彼の過去が詳細に明かされる。また、ゼネテス同様に実はネメアと共に魔王バロルを倒した仲間の一人であった。
ノエル・シルヴァ☆
主人公同様無限のソウルを持ち、控えめで礼儀正しい少女。勇者のみが引き抜けるという「天動地鳴」を抜いた際、人の魂を喰らうソウルイーターが現れ、故郷であるシルヴァ村の人々が消える。誤解されがちだが、剣を引き抜くタイミングに合わせて告死天使（施文院に所属する暗殺者）がソウルイーターの封印を解いたのが事の真相であり、天動地鳴を抜いたこととソウルイーターの復活に因果関係は無い。自らがソウルイーターの封印を解いてしまったと思い込んだ彼女は、その罪を清算するためにレイヴン、カフィンらと共に旅をしている。主人公に対して抱く感情は、彼女の最初のイベントの選択肢で決まる。重装備である両手持ちの大剣「天動地鳴」と全身鎧のプレートアーマーを纏う。ラスト直前で主人公達に立ちはだかる事になるが、ストーリーの進め方次第では回避する事が可能。個別エンディングは仲間を全て失った後に主人公と共に旅立つものだが、無印とインフィニット以降で台詞が変わっている。他にもレイブンとカフィン絡みのもの（後述）や、竜王に体を明け渡すものもある。
レイヴン
かつては施文院で「死の羽音」「黒い閃光」と呼ばれるほどの凄腕暗殺者だったが、ネメア暗殺の任務の際、ネメアに生まれて初めて恐怖を覚え、任務を失敗してしまった為に組織を脱走。追手によって重傷を負ったところをノエルに助けられた。戦闘機械として扱われてきた自分に対して人間として接してくれたノエルに報いるために彼女に同行する。漆黒の装束を纏い、両手には短刀を携える。展開次第ではソウルイーター戦で命を落とし、竜王の力で蘇るも、同時に竜王がノエルを従わせる為の脅迫材料になってしまう。しかし最後はノエルの重荷になる事を拒み、ナーシェスを殺害してノエルに感謝しつつカフィンと共に死亡した。別の展開ではカフィンと結託して、ノエルが主人公と旅立つように仕向けるエンディングもある（但し、このエンディングの為にはソウルイーター戦の応援に行ってはいけない。その上で竜王を最終決戦前に倒す必要がある）。
カフィン
露出過多な格好で色気を振りまく魔法戦士。今では珍しい純血のダルケニス（吸血種族）であり、そんな自分にも分隔てなく付き合ってくれたノエルを心配して彼女に同行する。派手な格好に反して慎重な性格。若々しく見える（当人も若いつもり）がダルケニス故に長い時を生きており、実はレムオンの母であるカミラの母であり、レムオンにとっては祖母に当たる（最後のノエル戦でレムオンがパーティ内で最も親密度が高い場合に判明）。また、過去にアンギルダンと公私にわたるパートナーであったことがあり、当時は二人一組で「紅の双星」の異名で呼ばれていた。通常であればレイブン同様に竜王の力で蘇生し、ノエルへの脅迫材料に利用されるもそれを拒んでレイブンと共に逝く道を選ぶ。前述の特定条件を満たしたエンディングでは敢えてノエルの元を離れ、彼女が主人公と旅立つように仕向ける。
ナーシェス
エルフには稀な竜教神官。竜王の意向に従って行動することを第一としており、ノエルを無限のソウルとして成長させるべく、その旅に同行する。ノエル一行の中でも浮いた存在で、彼の言動は温かみのある他メンバーとは一線を画した冷たさを見せる。その正体は何千年も前から歴史の裏で暗躍してきた竜王の忠実な従者。世界のバランスを覆しかねない主人公への対抗手段としてノエルを鍛えることが目的だった。展開次第では神となったエルファス（もしくはバロル）をも倒した主人公を抹殺する為、レイヴンとカフィンの命を盾にノエルに戦いを強要するが、レイヴンに反抗されて死亡した。カフィン、レイブン絡みのエンディングの場合、ノエルらの役目は終わったと告げて去って行った事が語られる。
ゴブゴブ団☆
ロストールで聖杯を盗み出したゴブリン達。考えが足りず勢い任せな団長のガント、食いしん坊の巨漢だが心優しいオルナット、気弱だが言うことははっきり言うマルーンの3匹で構成されている。ゴブリンでありながら正式にギルド登録されているれっきとした冒険者。「聖杯が自分達を幸せにしてくれる」と思い込んでおり、聖杯強奪後、人間の言葉を話せるようになる。三人とも語尾に「ゴブ」を付ける他、ガントは「む」が口癖。「王城のある大都市」ではゲーム開始から間もなく主人公達と因縁を持ち、特に相方のアイリーンは「ガサツ女」と呼んで恐れる。また、マルーンは主人公に人質ならぬ「ゴブリン質」にされた事もある。主人公とは幾度も戦うことになり、序盤の強敵である。戦う度に強くなっていくが、負けてもゲームオーバーにはならない。聖杯を奪還するイベントが発生すると主人公達と和解して以後対峙しなくなる。ティアナが闇落ちした場合、何故かリューガ邸にいる。
インフィニット以降では彼らとのエンディングも作られているが、関連イベントでアトレイアがキーパーソンとして必要である関係上、ティアナが闇落ちする必要がある。個別エンディングでは主人公の推薦を受け、ロストールやリベルダムの復興に尽力している。アイリーンのエンディングではちゃっかりオッシに弟子入りしており、勝手にアイリーンの弟弟子を名乗っている。

### ワッシャー海賊
未開の森の奥に拠点を構える海賊集団。かつてはキャプテン・カンダカンの強力な統率の下、屈強な海の男共が集い、危険な未開の海にも挑んでいった偉大な開拓者達であったが、カンダカンの死後は離脱者が相次ぎ、さらには強大な魔物が自分の海域にのさばる等で現在ではすっかり弱体化してしまっている。因みにカンダカンの死因は好物のシールミア貝の貝毒に当たった事によるもの。
ヒルダリア・ワッシャー☆
カンダカンの娘で2代目キャプテン。偉大な父の影を追いかけ、男勝りな態度で海賊たちを束ねる。仁義や約束を重んじる性格だが、かわいいものが好きな乙女チックな一面もある。男性主人公限定でエンディングも存在する。個別エンディングでは父の遺宝を主人公と共に引き揚げており、主人公とは今後も一緒に海に出る約束をしている。

### システィーナの伝道師
破壊神ウルグの復活を目論む秘密結社。「システィーナ」とはウルグが愛した女性の名であり、すべてのソウルの生みの親。
皆ウルグを復活させる為に行動しているが、真にウルグの復活を望むものは一人もおらず、各々の最終目的は異なる。
エルファス★
神の使者を名乗る少年。世界各地で終末思想を説きながら奇跡を起こし、「救世主」として信者を増やしている反面、何かと身分の高い者や軍人からの迫害が絶えない。その正体はシスティーナの伝道師の一人にしてノトゥーン施文院の残党の首領。最愛の姉・イズをネメアに略奪された末にエリュマルクに殺された事で全てを憎み、世界を滅ぼそうと目論んでいる。各地での行動も全ては世界を滅ぼす為の下準備であり、主人公にとっての最終的な敵である。演説時は厳かな喋り方だが、普段は年相応の口調。
無印ではラストダンジョンの最深部にて主人公を待ち受け、闇へと落としたレムオンとアトレイア（もしくはティアナ）を闇の王、闇の王女として召喚する。自身が敗れると、闇の巨人の封印を解いて復活させる。
インフィニット以降では自身が植え付けた信仰心を利用して世界中の人間のソウルを集め、自らが神となる。しかし大勢の人間の意識に呑まれて自我を無くし、神とは名ばかりの操り人形と化すという皮肉な末路を辿り、闇の王女の都合の良い道具になってしまう。姉の死という絶望によって世界の全てを恨んでいたが、神と化した際にはシャリに「その程度の痛みなんて誰でも持っている」と嘲笑われた。それにより、無印とは闇の王女との立場が逆転しており、ラストダンジョン最深部では闇の巨人に代わるラストボス候補として戦うことになる。敗北後は人の姿に戻って消滅し、世界中のソウルも元に戻った。神という立場上、敵勢力の大半が闇属性の中で聖属性となっている。
インフィニット以降では遭遇した際の対応次第では主人公に心を開いていき、エンディングも存在する。個別エンディングでは、神として世界中のソウルと同化した際に人の心の「無垢な純白ではない美しさ」を知って改心し、それに気付かせてくれた主人公に感謝しながら消えていく。プラスでは途中で完全に改心させる事が可能で、仲間にできる。その場合は魔王バロルが最後の敵となり、個別エンディングではエルファスは主人公と共に償いの旅に出る。
ゾフォル
元ディンガル帝国宰相。システィーナの伝道師の一人で、先帝バロルを闇に堕として魔王にした張本人で狡猾な性格。予言の力を持っており、ネメアやザギヴに関する予言をことごとく的中させるが、不吉な未来しか垣間見られないのに加えてそれを変えられない自分の力に絶望している。プラスに於いてプレイ次第では魔王バロルの復活を望んでいるのを自分の口から明かす。序盤のうちは「いずれ殺し合うが、今はその時ではない」と、主人公を自分の住処に招き入れ、時には知識を授ける事もある。しかしやがて敵対し、様々な事件を起こす。最期はソウルリープの事件か、或いは最終決戦で主人公に倒される。
ジュサブプロス
システィーナの伝道師の一人で、眼鏡とニヒルな言動が特徴のダークエルフ。次元を操る能力を持ち、見る者全てを片っ端から容赦なく手にかける残忍な性格だが、「自分が初めて命を狙われたのが6歳の時だった」という理由から「6歳未満の子供は殺さない」というポリシーを持っている。実はウルグを軽蔑しており、自身が「あのお方」と呼ぶ神を復活させるのが目的。ゼグナ鉱山にてネメアを次元のはざまへと落とす。その後はアズラゴーザを復活させるべくオイフェ一行を利用しようとするが、主人公に敗れ、「日の下で死にたかった」と悔いながら死亡した。ここで倒していない場合はラストダンジョンで戦う。
シャリ☆
システィーナの伝道師の一人で「虚無の子」と呼ばれる全てが謎に包まれた少年。バイアシオン大陸の各地に出没しては様々な事象を引き起こし、善悪の区別なく故人を含めて他者が叶えようにも叶えられなかった願いを叶えるべく行動している。性格は残忍で、相手を精神的に追い詰めたり、凶悪なモンスターを召喚してまるでゲームを楽しむように数々の事件を起こす。主人公とはある意味強い因果関係にあり、物語の中核を担う人物の1人である。「東方博士」の異名に違わず古代の魔法技術や魔道器に詳しい。
その正体は光も闇も呑み込む絶対的な虚無から生み出され、光と闇の狭間に渦巻く「叶えられなかった願い」に命を与えられた本物の「虚無の子」。光も闇も善も悪も無く、願いを叶える為だけに存在する（ゲーム上の属性は闇）。それが如何なる結果を齎そうと、ただ願いを救い続けている。プラスではジリオンとイーシャを救うなどもしており、必ずしも絶対悪ではないにしても本作の事件の多くは彼が見境なく願いを叶えた結果でもある為、ある意味では禍の根源と言える存在である（最終的な敵であるエルファスや闇の王女すらも「世界を滅ぼす願い」を叶える為の産物に過ぎない）。最期は「世界を救う願い」である主人公によって倒されるが、個別エンディングでは再び姿を見せ、対の存在である主人公と果ての無い戦いを続ける。プラスではイーシャの個別エンディングでも姿を見せ、ジリオンの意思を尊重して何も手は出さなかった。

### 闇の円卓の騎士
破壊神ウルグに仕える12人の魔人たち。「円卓騎士」とも呼ばれ、堕落をしたものの、元は何らかの神や精霊であった。
一様に皆肉体を失ったウルグの復活を望んでいるが、途中からそのことを諦めたり、やめてしまっている者も少なくない。
倒されても死ぬことはなく、しばしの眠りについた後に魔人達が各々持っている復活する為の条件(自分に適した依り代を手に入れる等)を満たせば復活する。
各々が「闇の神器」と呼ばれる魔導具を管理している（あくまでも管理しているだけであり、必ずしも自身の手元に置いているというわけではない）。
アスティア：告げるもの☆
インフィニット2周目以降から選択できるスタートシナリオ「始まりの地」にのみ、主人公の養母として登場する。光と闇の果てなき戦いにおいて、ウルグの復活を知り、双子の兄・ヴァシュタールを復活させる役割を担う。復活の為にオズワルドの町を築き、復活の糧となる人間を文字通り「飼って」いたが、永遠に続く戦いに疲れており、本心では人間として平穏に過ごす事を望んでいた。捨てられていた赤子（後の主人公）を拾い、16年の歳月を母として共に過ごすうちに安らぎの感情に目覚め、使命に対して疑問を持つ事となる。かつては日蝕の神であり、冥界を司っていた。ティラの娘など魔物を率いる軍団長であり、闇の神器「焦燥の耳飾り」の管理者。
序盤の事件以来、ヴァシュタールによってオズワルドの村人ごとソウルを吸収されており、ヴァシュタールを完全に消滅させない限り助け出す事はできない。魔人の中でエンディングが存在する一人だが、スタートを「始まりの地」とし、主人公が一定以上のレベルとなりソウル「ウルグ」を取得、竜王を倒した後、最後にヴァシュタールを倒す事が条件となる。人間としての生活が長かった影響か、かなりの料理上手らしい。個別エンディングではオズワルドの人々と共に解放され、再び冒険に出る主人公を母として見送る。この際にバルザーから「（自分達の）次の眠りは恐らく永遠のものとなる」と語られ、「宿命も運命も捨てた新しい時代」の到来を「告げる」ことが自身が生まれた理由だと悟る。
アーギルシャイア：心をなくすもの
残忍な性格の魔人。人間の魔法行使によって命を奪われた精霊の断末魔が生み出した存在であり、それ故に人間に対して激しい憎悪・敵意を抱いており、虐殺さえ面白半分で行うほど。セラの姉・シェスターの身体に憑依して、乗っ取っている。究極の能力を持つ生命体を作り出そうとしており、無限の英知を秘める闇の神器「禁断の聖杯」を捜し求めている。闇の神器「忘却の仮面」の管理者。
シェスター
セラの姉で、ロイの恋人。魔道アカデミー出身で、ザギヴの一つ下の代の首席。以前はアンティノの元で働いていたが、戦闘用モンスターを無理矢理精製させられ、自分の作ったモンスターによって多くの人々が傷付けられる現実に苦しみ、そこをアーギルシャイアに付け込まれてしまう。アーギルシャイアが倒された後は開放されるが、同時に彼女達の悲しみを知った事で、精霊を癒す旅に出る。アーギルシャイアに憑依されていた時は派手なボンデージ姿だったが、エンディングでは一般女性と変わらない服装になっている。セラEDではロイと共にミイスの復興を始め、ロイEDではロイと主人公の3人で精霊を癒す活動を行なっている。
イシュベノブ：復讐するもの
紫の鎧に身を包む魔人。巨大な鉈の様な大剣を武器に持つ。ウルグが英雄であった頃から彼に仕えており、忠誠心は魔人の中でも随一。とある民間伝承により、復讐の神として人々から密かに崇拝されている。「傲慢の首飾り」の管理者。ゲームには未登場。主人公の父という設定の没シナリオが存在していた。
ヴァシュタール：開け放つもの
円卓騎士の中でも突出した力を持つ魔人で、バルザーと並ぶ実力者。月蝕の神で、かつては双子の妹であるアスティアと共に冥界を治めていた。魔人たちを統べる存在。魔人の中で唯一、闇の門を開ける力を持つ。アスティア同様、連綿と続く光と闇の戦いに疲れきっており、闇の円卓騎士としての役割は忠実に果たそうとするものの、本心では消滅を望んでいる。それ故に、オズワルドの住民全てのソウルを奪うなどでウルグ復活に動く一方、アイリーンの叫びにも答えており、「優しさも悲しみも全て世の摂理の一部に過ぎない」とした上で「夢や価値は生きるための指標であり、生きるとは意思して動くこと」と説き、進むべき道を示すと言った事もしている。闇の神器「魂吸いの指輪」の管理者。
封印された地オズワルドにて行われるアイリーン個別イベントで登場、行動によって戦闘及び回避が可能となる。主人公はスタート地点（生まれ）を選択できるが、封印の地である「始まりの地」（オズワルド）限定のアスティアED条件に大きく関わり、スタートイベントを経て主人公と面識がある場合、アイリーン個別イベントにおいても台詞が変化する。アスティアEDを目指す過程において、ソウル「ウルグ」を宿し、地上最後の神（正確には神の代行者）とされる竜王を倒した主人公が最後に戦う仇敵となるため、本当の意味での本作のラストボスでもある。戦いの中で主人公に残されたウルグの断片を感じ取り、穏やかに消えてゆく。
主人公の事を「アスティアの子」と呼ぶ。
ザハク：嘲笑うもの
美しい少年の姿をし、両肩から毒蛇を生やした魔人。人々を徒労感、虚無感に陥れるのが行動目的で言葉に「徒労」を混ぜるのが癖。闇の神器「色惑の瞳」の管理者。戦闘面において強烈な反撃で相手をねじ伏せ、HPをいとも簡単に全快させたり、作中で復活の条件が判明している魔人達の中で最も簡単に復活できる等、「嘲笑うもの」の異名に見合った力を見せる。名前と外見の由来はペルシア神話に登場する魔王ザッハーク。
サムスン：縛られしもの
神々の争いの際に肉体を失った魔人。肉体を失った際、ある魔導師に憑り付いたがその魔導師の自縄自縛の精神に憑り付かれて一体化した。自暴自棄な人間に憑依することで転生を繰り返している。かつては太陽神アスラータの眷属神であった。体を縛っている黄色の布のような物は自身の髪の毛。闇の神器「束縛の腕輪」の管理者。インフィニットではセルモノーの自己嫌悪の感情に付け込んで出現するも主人公に倒される。しかしその場合でもラストダンジョンで復活する。
ダナン：打ち砕くもの
最新参の魔人。初代ドワーフ王ボルキスとその座を争ったドワーフ族の戦士。邪竜シャンマを取り込んで力を得た。闇の神器「憤怒の鎚」の管理者。作中では特に悪事を働く事は無いが、古城の奥に鎮座し、訪れると有無を言わさず襲い掛かって来る。
ネモ：名前を知るもの☆
かつてバロルの下で魔獣の軍勢を率いていた魔人。アキュリュース侵攻の際、水の巫女ルフェイの一命を賭した魔力の前に敗れ、更にオルファウスによって猫（ルルアンタ曰く「ブサイクな猫ちゃん」）にされてしまった。今は猫屋敷で昼寝ばかりしている。老人星の精霊で、本来は老いた白豹の姿をしており、かつてはオルファウスの師でもあった（ネモ曰く、彼はかつて相当のワルで、自身もかなり手を焼かされた、との事）。闇の神器「禁断の聖杯」の管理者。
各キャラの親密度を聞きだせる唯一のNPCであるが、「せいぜい友情ごっこを楽しんでくれや」「…熱いねー。俺、そういうのキライなんだよ」など毒舌混じりの話し方をする。特に「始まりの地」スタートではアスティアの事を「丸くなっちまったもんだ」と言い放つ。しかし猫の姿になった事で、魔人時代は考えもしなかった「残される者の痛み」と言ったような感情を理解しており、主人公に老婆心から助言を与えるなど自身も相当丸くなっている。ゴブゴブ団を利用して禁断の聖杯を盗ませた（最終的に失敗）張本人だが、それはミイスの村のようにアーギルシャイアによる新たな被害が出る前に回収するためだった。また、ルフェイの件に負い目を感じており、普通の猫を装ってイークレムンに謝りに行くイベントもある。インフィニット以降はエンディングが新規追加され、親密度を数回聞けば簡単にEDフラグが成立する。個別エンディングでは再び冒険に出る主人公に相変わらず憎まれ口を叩きながらも、心配で仕方ないと言った様子であれやこれやと忠告をしつつ見送った。
バルザー：蘇らせるもの
ヴァシュタールに並ぶ力を持つ魔人でネメアの父親。その正体は至聖神の作り出した人間のプロトタイプ。あまりに完璧であったため至聖神は後の人間に向上心、嫉妬心、愛憎等を与えて競わせることにした。闇の神器「破滅の槍」の管理者で「槍の主」とも呼ばれる。後にゾフォルの予言通りにネメアに討たれる。死後、破滅の槍はネメアの武器となる。
因みに「始まりの地」のオープニングイベントにも登場し、アスティアに互いの境遇について話し合うのと同時に警告を知らせるために主人公の前に現れる。
「始まりの地」スタート以外のシナリオに生存描写等はないが、本編「死より生まれし獅子が槍の主を殺す」というゾフォルの予言に反し、アスティアEDには登場する。同じく、アスティアEDの条件を満たした場合、主人公にウルグが降臨しているため、ゾフォルの予言「死の獅子に我らの主は降り神を倒す」も外れている事となる。最後は「エスリンに会う前にする事がある」とアスティアに告げて去って行く。
マゴス：棲みつくもの
ザギヴの中に巣食うスライム状の魔人で非常に陰湿な性格。10年前、バロルに召喚されてザギヴの家族を虐殺するが、ネメアに追い詰められ、彼女の胎内に逃げ込んだ。以来、ザギヴの肉体と精神を蝕みながら復活の機を窺っている。闇の神器「貪欲の盾」の管理者。通常では終盤にザギヴを闇に落とし、彼女が倒されると正体を現す。ザギヴを救うべく行動した場合は途中で彼女の胎内から現れ、ザギヴ自身の手で討たれる。
メイア：分かたれしもの
左半身が鎧と化した少女。もとは闘神ウルグに従ってティラの軍勢と戦った人間。戦いの中で致命傷を負うも、ティラの力によって命を取り留めた。それゆえにティラを母と慕う心と、ウルグを破壊神に貶めたティラを憎む心の二面性を持つ。闇の神器「虚無の剣」の管理者。ゲーム本編には未登場だがトリニティ ジルオール ゼロにて初登場を果たした。
ラハブ：ひとつにするもの
詳細不明。設定資料集においても記述が無く、同書籍で円卓の騎士の人数が11人に減っている事から設定そのものが消滅しているのではと思われたが、PSP版にて名前のみではあるが新キャラであるイーシャのイベントに登場した。闇の神器「同化の髪飾り」の管理者。

### ジャイアント
大地神バイアスが聖母神ティラと戦う際に創り出した巨人。精霊神の力を封じる役目を担っている。モンスターの巨人種族の上位種（あるいは原種）にあたるが、実力・知能ともに大きな差を見せている。いずれも封印している精霊神の弱点属性を持つ。各地の神殿の奥にある「精霊神の座」に何らかの手段で立ち入ると、精霊神からジャイアント討伐を依頼され、達成すると見返りとして禁呪が授けられる。
アビス
風の精霊神を封印している地の巨人。名前の意味は「深淵」「奈落」。黄金の獅子の頭を持ち、飾りの色は黄色。
フルーヴ
地の精霊神を封印している水の巨人。名前は「大河」を意味する。青い魚の頭を持ち、飾りの色は青色。
パンタ・レイ
フルーヴの兄。フルーヴを倒した後に再び地の精霊神の座を訪れると戦うことができる。名前の意味は「全ては流れ去る」。デザインはフルーヴと同一。
ゲヘナ
水の精霊神を封印している炎の巨人。名前は聖書に登場するヒンノムの谷の別称から。一角を持つ竜のような頭を持ち、飾りの色は赤色。
プネウマ
火の精霊神を封印している風の巨人。名前はラテン語で「霊」「風」「呼吸」等を意味する。緑の猛禽類の頭を持ち、飾りの色は緑色。

### 七竜
神話時代の生き残りである7匹の竜。大地神バイアスが生み出した竜王、翔王、海王の三聖竜は神の代理として崇められている。破壊神ウルグが生み出した残りの4体（四邪竜）は封印されており、恐れられているか忘れ去られてしまっている。選択によっては全て無視してシナリオ進行も可能。どれか1匹でも竜を倒すと「竜殺し」の通り名が主人公に与えられる。三聖竜は個々で姿が異なるのに対し、邪竜は色合いを除けば基本的にデザインは同様である。三聖竜はその見た目に神々しさ・個々の統一性があるのに対し、邪竜は爬虫類とも魚類とも言えないような頭部や傷の目立つ翼など、醜悪さが前面に出ている。
竜王☆
世界を統治する神の代行者たる聖竜の1匹で、その筆頭。"天空神に代わり世界の秩序を守り均衡を保つ"という理念を第一として行動しており、そのためにはどんな犠牲も厭わない。ゲーム内では世界観に合わせて、出会う敵の中でも最強クラスのボス扱いとしての登場となっている。本作のラストボス候補の筆頭であり、普通にプレイしていれば最後に戦うことになるが、下記竜を全て倒せばいつでも戦闘可能。見た目は一部が薄い藤色の、オーソドックスな白いドラゴン。
通常のプレイの場合、主人公がエルファス達の野望を阻止して世界を救うと、その強過ぎる力を「世界の均衡を乱す」と危惧してノエル達を刺客として差し向ける。しかしノエルが敗北すると、その無限のソウルを吸収して自らが主人公を排除すべく彼らを竜王の島へと転送し、正真正銘の最後の戦いを挑んでくる。敗北後は最後の瞬間まで主人公達を愚かと罵りながら消滅した。
展開によってはエンディングでノエルを依り代に復活を遂げ、再び主人公を倒そうと目論んだが、皮肉にもそれによって人間を理解してしまい、自身の傲慢さを認めて改心するという結末を迎える。このエンディングはノエルの親密度が低くなければ見られない（親密度が高い場合のエンディングが優先される）が、プラスの二周目以降では親密度に関係なく見る事が出来る。
翔王
竜王と同じ3匹の神の竜の1つ。風を司り、竜と猛禽類を足したような姿をしている。世界の均衡を揺るがしかねない能力を持つエアを監視する役割を担っているが、長らく接しているうちにすっかり情が移ってしまい、彼女の将来に不安を感じ、同時に自身が称号に反して、実は空を飛ぶ自由さえも竜王に奪われていた事に気付かされていく。三聖竜の中では強さで竜王・海王に大きく水をあけられており、後述の手を抜いた状態とも戦うため、七竜の中でも弱い印象を受けがち。また、作中で称号ではない本当の名前を名乗った唯一の三聖竜。
エアの親密度が上がって来ると、物語終盤にエアの心を乱す原因である主人公に「二度と来るな」と忠告する。それを無視して再訪すると襲い掛かって来るが、その本心は倒される事による竜王の枷からの解放と、エアが使命を離れて自由に生きる事を望むが故であり、全く本気を出していない（この時は四邪竜を含めても最弱）。エアに告げる別れの言葉が彼女のその後に大きく影響することになる。但し、このイベントを経ないで此方から戦いを挑むと本気で襲って来る上に、エアも殺害する羽目になる。
海王
海原を司る3匹の神の竜の1つ。しぶきの群島の地下より、水の精霊神の神殿への道を塞いでいる。三聖竜の中では特に奇形で、首長竜のような外見をしている。性格は竜王に似て尊大で厳格。エアに情を移した翔王やルートによっては改心する竜王と違い、徹頭徹尾使命に忠実。アミラルでは彼を表した像がある。竜王・翔王と異なりあまりストーリーに絡むこともないため、竜の中でも神々の名を誇りとした傲慢さが顕著に出ている。
アズラゴーザ
邪竜の断層に封印されている黒色に彩られた邪竜。攻略本ではそのデザインが掲載されている唯一の邪竜。その復活には悲劇が伴い、如何なる場合であっても血が流れないイベントでしか現れない。
イシュバアル
聖光石の鉱山に封印されている赤い鱗の邪竜。進め方によっては戦わず、ムービーで倒す場合もある。ある意味で出番の非常に多い竜であり、様々なルートで様々な倒され方をする。
エルアザル
闇の神器「虚無の剣」によって倒された金と青で彩られた竜。現在はドラゴンゾンビと化している。もっとも早くに戦う条件が整う邪竜だが、おおむねその時期では対抗できない強さを発揮する。なお、ゾンビ化しているとはいえ、通常のゾンビのようには倒せない。ツェラシェルのイベントにも少し関わる為、進めたい場合はその前に倒してはいけない。
シャンマ
ドワーフ王ボルキスとの戦いで傷ついたところを魔人ダナンに取り込まれた、黄金の邪竜。ダナンが魔人となりえたのは、シャンマを取り込んだことが大きいらしい。ダナンが倒されたことで復活する。戦闘においてはダナンより強敵。

### 神
世界を創造し、運行する存在。現在では肉体を失ったり、封印されるなどして世界へ干渉することはほとんどない。唯一、天空神の代行者たる竜王がその役目を果たしている。神々には男性か女性かで有する力の種類に差があるなど、細やかな設定が存在する。
聖母神ティラ
最高神である天空神ノトゥーンと太陽神アスラータの間に生まれた双子の長女。精霊神を産んで自然を作り上げた。精霊を殺し、自然を破壊する人間の振る舞いに激怒して人間を滅ぼそうとするも、双子の長男大地神バイアスによって闇に封印される。全てのジャイアントを倒す（全ての精霊神を解放している）と闇の王女の死で生じた力場から復活し、襲い掛かって来る。本作のラストボス候補の一人。
破壊神ウルグ
ノトゥーンとアスラータの3番目の子。バイアスと共にティラと戦った闘神。人間の少女システィーナと恋に落ちるも、彼女が天空神の策略で「裏切り者」の汚名を着せられ、同じ人間に殺されてしまった事をきっかけに人間に絶望し、闇に落ちた。その後、システィーナの復活を条件にティラに忠誠を誓い、魔人ら闇の軍勢を率いて人間と神に反抗するも、戦神ソリアスに敗れて深い眠りに就いた。ゲーム中ではある条件を満たす事で主人公かネメアがウルグのソウルを手に入れる事ができる。戦闘では主人公かネメアの姿を取るが、ソウルとしてはPS版では日本の武将のような、PS2以降では西洋風の豪傑の姿で描かれる。出番は僅かだが、その存在がネメアとアスティアのエンディングに関わるキーパーソンでもある。

## 種族
バイアシオン大陸には、様々な種族が生活している。
人間族
バイアシオンで最大の勢力を持つ種族。大陸の大半は人間の勢力下となっている。身体能力、魔法能力等、特に秀でた面はないが、欠点らしいものもなく、どれも平均的である。社交的な種族でもあり、ドワーフ、ボルダン、リルビーとは親密な交流がある。
主人公を含め、作中の登場人物の大半がこの種族である。
エルフ族
変化を嫌い、深い森の中で外界との接触を絶って暮らす閉鎖的な種族。森ごとに「クィーダ」と呼ばれる指導者を立てて生活しているが、一部は後学のために人間社会に出る者もいる。魔法の能力が高く、また、寿命がないのが最大の特徴（あくまでも自然死をしないという意味であり、肉体的な損傷で死ぬことはありえる）。亜種として、人間との混血であるハーフエルフ、負の感情を発露させたダークエルフがいる。
ドワーフ族
強靭な肉体と器用さを併せ持つ種族。その器用さのためか、バイアシオンで流通している通貨「ギア」は、全てドワーフの国であるドワーフ王国で製造されている。人間との交流は深く、人間の街で鍛冶屋を営むドワーフも多い。
コーンス族
額に一本の角が生えた少数種族。角には魔力を増幅させる力があるが、それ故に、角を目当てとした人間によるコーンス狩りが行われ、個体数は減少している。非常に長い寿命を持ち、性格は温厚で理性的な者が多い。角を折るとショック死してしまう。
ボルダン族
2メートルを超す巨躯の種族で、非常に高い身体能力を持つ。人間との交流は深く、人間の街で肉体労働に従事するボルダンは数多い。あまり饒舌な種族とは言えず、流暢に喋れない者も多いが、これはボルダンが言葉よりも肉体によるコミュニケーションを重視しているからであり、決して知能そのものが低いと言うわけではない。また、ゲーム中、女性のボルダンが登場しないが、これはボルダン族の女性は「男と同等の力を持ちながら、それを表にしないこと」が美徳とされ、そのほとんどが家事に従事しているためである。
リルビー族
人間の子供のような外見の種族。陽気で好奇心旺盛なため、人間社会に完全に溶け込んでいる。手先が器用で動きが素早く、マヒ・毒への耐性を持つのが特徴。その反面、力は弱い。その外見を利用して人間の子供を装って悪事を働く者が出たため、人間社会のリルビーは付け黒子が義務付けられている。この付け黒子は肌に貼るものではなく、体に埋め込む類のものであり、移植の際には激痛を伴うようである。
ダルケニス族
優れた身体能力と強力な魔力、長い寿命を併せ持つ吸血種族。人間との外見的な差異は色素の薄い肌と赤い瞳くらいであり、また、皮膜で眼球を覆って瞳の色を変えることが出来るため、その際には人間とほとんど見分けが付かない。理知的で紳士的な種族だが、新月の夜には吸血衝動が抑えきれずに凶暴化する。その能力を恐れた人間のダルケニス狩りによってコーンス族以上に個体数が少なく、その多くは正体を隠して人間社会に溶け込んでいる。人間との混血が可能であり、作中の例を見る限り、子供にはダルケニスの血が強く現れるようである。

## バイアシオンの歴史

### 神々の戦争
ティラ、人間たちが自然を破壊し世界を作り替える事に怒り、人間を駆除しようとする。
冥界を治めていたヴァシュタールとアスティア、ノトゥーンに背きティラにつき冥界の王の座を追われ、魔人となる。
ティラとノトゥーン・バイアス・ウルグの戦い
バイアス、聖竜と巨人たちを創造しノトゥーン・ウルグを助ける。ウルグは英雄神として神々の側に立ちティラに勝利するが、愛するシスティーナを人間たちに殺されてしまう。
ウルグとソリアスの戦い
ウルグはノトゥーンにシスティーナの復活を祈ったが拒まれたため、システィーナの復活を条件としてティラと盟約を結び、人間を滅ぼすための戦いを始める。闇の円卓の騎士がウルグに助力。システィーナは復活するがソウルを受け取らず、永遠にウルグを見守る存在となる。
ノトゥーンはウルグを倒すため、異世界からソリアスを召喚。ソリアスは異世界の従者や6種の武器を用いて闇の円卓の騎士を次々と倒しウルグと戦った。ネモ、ソリアスに倒され禁断の聖杯を失う。また、色惑の瞳もこの戦いの中で失われる。
ソリアスの自らの肉体を犠牲にした一撃によりウルグは傷つき、眠りにつく。ソリアスは滅して異世界へ去る。
バルザー、眠りにつく。

### 1世紀
人類が互いに争い自滅しかけたため、ノトゥーンがアルレシア氏族から7人の若者（エリヤ、イズキヤル、サウル、ザカール、シャローム、ナザール、ディーヴァ）を選び、魔導の力（聖句魔法）を与えアルレシア七王とした。
しかし至聖神は世界の統一を望まず、シャロームとディーヴァに禁呪や魔導技術を与えたため、2人は他の5王と仲違いし魔導王国ラドラスを建国。ディーヴァ、初代の大巫女となる。ナーシェスから至聖神（竜王）による支配構造を教えられたシャロームは世界を解放しようと行動を開始する。
ディーヴァ、竜王の忠告を受け強大すぎる力を持つシャロームの暴走を止めようとするが、シャロームによって殺される。シャローム、魔導の塔を建て不死の肉体と強大な精神力を手に入れる。
シャロームと5王の戦い。竜王・ナーシェスの罠もありナザールが戦いに勝利し、シャロームを魔導の塔に封じる。サウル・ザカール・エリヤ・イズキヤルはシャロームとの戦いで敗死。
【神聖王国アルレシア　初代神聖王】ナザール
ナザール、神聖王国アルレシアを建国、初代神聖王となる。これを神聖王国歴元年とする。また、竜王の命を受け、魔導の塔を監視するために都をエンシャントに定める。
ラドラスでは、神聖王国のみが繁栄する事を恐れた竜王の意向により、シャロームとディーヴァの娘が大巫女を継ぐ。以降ラドラスは大巫女を長とする国家となる。

### 3世紀
【封印王】ユイ
ユイとレオニックが何もない地（後のロストール）に祠を建て禁断の聖杯を封じる。また、二人は魔導の塔も封じ、魔導の塔は世界から忘れ去られる。施文院創設、レオニックが初代大神官となる。
レオニック、レオニックの迷宮を作り闇の神器・魔導器・邪悪な魔導士であった姉を封じる。また、色惑の瞳を邪眼の迷宮に隠す。さらに「レオニック文書」と呼ばれる予言書を残す。
竜王の怒りに触れたリメルダの町が隕石を落とされるが、ライギロアがその拳で破壊する。

### 5世紀
アルキュオネ、ドワーフ王ドレンガ・忘れられた剣士（失われた剣士）ミラク・冒険エルフの祖ラミュと共に冒険をし、邪竜エルアザルを倒す。この際ミラクはエルアザルを倒すため虚無の剣を抜いたため、全ての人の記憶から忘れられ、子供の姿のまま生き続ける呪いを受けた。
【25代神聖王】アルキュオネ
ドレンガ・ミラク・ラミュの協力を得て社会を整備し「清浄の時代」を築くが、竜王にそそのかされた甥のラムゼーに殺される。ナーシェスの関与あり。
【征服王】ラムゼー
アルノートゥンの聖光石の力で神聖王国を拡大し、魔導王国ラドラスに侵攻。
風の巫女エアと地の巫女ズゥ、魔導文明を用い他国を滅ぼす事を主張。火の巫女ウルは小国として他国と共存することを主張するが敗れ、自らの考えを支持する民と共に戦いを避け、ラドラスを離れる。
水の巫女ネイ、エアやズゥを見限り、ラムゼーと単独講和を結びアキュリュースの中立を守る。
ズゥ、ラムゼーの猛攻を受け、将来の魔導王国の復活を夢見て都市や魔導兵器を竜骨の砂漠に隠す。また、最初に魔導王国を捨てたウルを敗北者と見なし、大陸の全ての土地に呪いをかけ、ウル達が大地の上に住めないようにする。
ウル、火の精霊神・ウルカーンの力を借り海底火山を噴火させて新しく土地を作り、そこに移り住んだ上で魔導文明を封印、防衛のためのマグマゴーレムのみを遺す。
エア、40年に渡り神聖王国と戦うが故国を取り戻せず、エルズに拠点を移す。
魔導王国ラドラス滅亡（8世紀との記述もあるが、ラムゼーの在位期間と合わないため誤りと思われる）。
ラムゼー、神聖王国の最大版図を確立するが、竜王により暗殺される。ナーシェスの関与あり。

### 6世紀
【粛正王】サラミス　
邪竜イシュバアルの封印が明らかになったため、アルノートゥンの聖光石の鉱山を封鎖させる。
強力な魔導器を操る施文院を非合法化。施文院、地下に潜り暗殺集団「告死天使」を用い、歴史の裏で暗躍を続ける。
商人を悪と定義し追放・処刑。
一度きりの逢瀬で神聖騎士団長イグザクスとの間にヤシェをもうけるが、商人をかばったイグザクスの追討令を出した。
（6世紀末）神聖騎士団長イグザクス、サラミスの苛烈な粛正から商人を守るため職を辞し、リベルダムへ。
【40代神聖王】ヤシェ
イグザクスの親友・ベルクを宰相に迎え、混乱した神聖王国を徐々に安定させる。

### 8世紀
神聖王国滅亡の混乱の時代。
【53代神聖王】ギアレド
弟・ベアドネクの恋人を奪い王妃にし、レムゲドンをもうける。ベアドネクがクーデターを起こしギアレドを殺害、恋人を取り戻しレムゲドンを殺そうとするが、アリアロの父がレムゲドンを救い、娘・アリアロの兄として育てる。
【54代神聖王】ベアドネク
20年ほど平和な治世が続くが賄賂や周辺国への妥協・服従が続いたため、レムゲドンの義弟・大神官エシュトがクーデターを計画。アリアロが騎士団を率いてベアドネクを倒し、レムゲドンを王位につける。
【55代・最後の神聖王・狂王】レムゲドン　
神官アハブが出世をもくろみシャロームと接触。「清浄の時代」の復活を目指し復興に焦るレムゲドンに、魔導の塔の情報を伝える。
神聖騎士団長アリアロ、レムゲドンの命により魔導の塔の封印を解き秘術を獲得する。わずかな自由を得たシャロームはレムゲドンに超人類の刻印を与えるが、体の強化に精神が追いつかず、レムゲドンは狂王と化した。
危機を感じた大神官エシュトは聖光石の鉱山を守るためアルノートゥンにこもり、事実上神聖王国が崩壊。アハブ、地方へ転出。
将軍メガ、竜王の示唆により反乱を起こし、ナーシェスをうまく利用してアリアロを配下に組み入れる。アリアロ、その狂気から救うためレムゲドンを殺害し、神聖王国は滅亡。メガ、エンシャントの地にディンガル王国を建国。
【ディンガル王国初代皇帝・黒鎧天使】メガ
アハブ、大陸北西部に独立国アハブを建国し、ディンガル王国を建国したメガと手を結ぶ。同時に聖光石の鉱脈を奪い世界の王となろうとするが、アルノートゥンを支配していた大新官エシュトが町に疫病を蔓延させ、町ごと滅ぼされる。

### 9世紀
マノン、メガに仕え魔導アカデミーを創設。シャロームに師事し強大な魔力を得ると、アリアロが破った封印を再び完全な状態にするため、命を捨てて腕輪に自らのソウルを封じこめ、再び魔導の塔を封じる。
【征服帝】ランガスター
大陸の大半を手中にするが、統一を望まない竜王の支援を受けた七竜士（アローラ＝リュー・ファーロス・ハイバーン・サーザナイト・ディアス・アードルディック・ハース）に敗北し戦死。ランガスターの子が帝位をつぐが、後継者争いに破れ都を追われる。各地で有力者が独立、皇帝が乱立しディンガル帝国は分裂状態となる。

### 10世紀
アローラ＝リュー、ロストール王国を建国（9世紀末との記述もあり）。

### 11世紀
ロストール王タイユ＝リュー、ギルド間の紛争調停に乗り出しタイユ盟約を結ばせ、ロストール国内において商人に対する貴族の優位を決定的にする。
ロセン王ブナム、東方諸国をまとめ同盟の盟主となる。ディンガルの混乱を好機とし西方に進出。謀略によってもディンガルに介入、多大な利益を上げる。

### 12世紀・ディンガル
アンギルダン、バロルと共に放浪。
【銀腕帝】ヌアド
ヌアド、将軍バロルを登用して混乱の極みにあったディンガル帝国の統一に向けて動き出す。次第に声望のあるバロルを妬むようになり、バロルに忠誠の証として酸で顔を焼くよう命ずる。ヌアドの弟がこれを必死に諫めるも聞き入れず、なおも食い下がる弟の説得に渋々、バロルに顔を右半分だけ焼くように命じた。
バロルは「ディンガルを統一し戦乱のない国を作る」という目標のためヌアドの命に従い顔を焼く。
キャスリオン、バロルへの哀れみが恋になり、ゾフォルの手引きで「仮面の騎士」としてバロル配下で活躍。
バロル五星（アンギルダン・ゾフォル・サラシェラ（カフィン）・キャスリオン・？）、バロル配下で活躍。アンギルダンとサラシェラは「真紅の双星」と呼ばれた。
ロセン王ブナム、戦場でバロルに敗れ戦死。
ヌアド、ディンガルを統一。都をケルクに置く。
キャスリオン、正体を明かしヌアドにバロルとの婚姻を願い出る。これにヌアドは激怒し、バロルを暗殺しようとするがキャスリオンが阻止。バロルによってヌアドは退位させられ、バロルが皇帝の座につく。
【邪眼帝・魔王】バロル
サラシェラ（カフィン）、バロルとキャスリオンの婚姻を機にディンガルを去る。
アンギルダン、バロルに抜擢される。ゾフォル、宰相となる。
身分制の廃止、農奴の解放、貴族が所有していた土地を奪い民衆に分け与えることなどをしたため、反発した貴族たちが復権と復讐を目論むヌアドと結託。バロルの改革と次々と阻止した挙句、ノトゥーンに神酒を捧げる式典でバロル毒殺を狙うが、キャスリオンがバロルの代わりに毒酒を飲んで、これを阻止し、キャスリオンは毒殺される。
バロル、闇に落ちヌアドや貴族を皆殺しにする。特権階級弾圧政策の断行。ただし、ヌアドの弟（ケルク・ディンガル家）はヌアドへの諌言が元で赦されて、唯一人弾圧を免れた。
ゾフォルの手で復活した闇の円卓の騎士ネモ、ゾフォルに魔導の塔についての知識を与える。
特権階級弾圧政策により困窮していたウリア、ゾフォルの提案で妻のバシテバと共に魔導の塔に赴き、その肉体をシャロームに貸してベルゼーヴァをもうけるが、シャロームの強大な魔力に耐えきれず、間もなく夫婦共々死亡。ベルゼーヴァはゾフォルに育てられる。
バルザー、ゾフォルにより召喚された後エスリンと恋に落ち、ネメアをもうける。
バロル、帝都ケルクを完全に破壊し、エンシャントに遷都する。ゾフォルの予言を恐れエスリンを殺害、オルファウスが胎内のネメアを救う。バルザー、バロルと決別。
バロル、反乱を企てた長男・ルグを抹殺、ベルゼーヴァを養子にして立太子させる。ゾフォルに次々と魔人を召喚させる。
バロル、ゾフォルにより魔人に落とされ、施文院の力を借り不死の魔王になる。大陸全土のへの侵攻を宣言、ロセンを占領。ヘロベを王位につけ、傀儡国家とする。
アンギルダン、諫言が元でバロルに処刑されかけ逃亡。バロルを止めるため各地で戦う。
アハブのアンデッドがアキュリュースに侵攻。アンギルダン・イオンズら傭兵部隊が鎮圧。
ネモ、魔獣群を率いてアキュリュースを侵攻。水の巫女ルフェイがアンギルダンを助けるために魔法力のすべてを使い果たし、ネモを撃退し死亡。ネモ、オルファウスに猫の姿へ変えられる。
エリュマルク、ネメア・オルファウス・レーグと共にバロルの動乱を戦う。
オルファウス、魂吸いの指輪を発見し保管する。
バロル、ゾフォルの予言を恐れザギヴを殺すため、ケルク・ディンガル家をマゴスに襲撃させる。マゴス、ネメアに倒されながらもザギヴの体内に逃げ込む。

### 12世紀・ロストール
レムオンの父、兄であるエリエナイ公を毒殺し自らがエリエナイ公となり、兄の子である幼いタルテュバをルブルク伯に任ずる。タルテュバは何度も暗殺されかかるが、ファーロス大公やフリントによりその都度助けられる。
ロストール＝ディンガル紛争
バロルの特権階級弾圧政策の最中、先王フェロヒアがロセン王国と組み、ディンガル南東の辺境へ侵攻。しかしバロルの反撃にあい、フェロヒアや各貴族の当主は軒並み戦死した。この後ロストール国内でファーロス家の力が強まる。
シェスターとセラ、この紛争の中で村を焼かれ両親を失う。
テジャワの変
フェロヒアを敬うが故に、弟・セルモノーの即位に反発して、彼を除く為に起こした反乱。首謀者の名を取り、こう呼ばれる。
ロストール貴族ナグイゼ伯テジャワ、ファーロス大公の死に乗じ、グラバディオ伯ナバランやサーザナイト家当主ワッツなどと共にセルモノー・エリス・ノヴィンを除き、赤子であったアトレイアを王位に就けようと画策する。
貴族連合、セルモノー・ノヴィンを拘束。反乱は成功を治めかけるが、エリスの策略をフリントが実行、以後の主導権争いからくる内輪もめが起きる。これを見たリューガ家摂政のスムはファーロス側につきエリスへの協力を表明。
アトレイア及びその母の前王妃はフリントやイーシャが仕込んだ毒を飲み、前王妃は死亡。アトレイアも一命を取りとめた引き換えに光を失う。前王妃の死をもって内乱は終結、テジャワに組みした者はほぼ全員処刑された。
ワッツ・サーザナイト、リベルダムへ行き剣闘士コリティオとして活躍（1185年頃）。アンティノの八百長試合から抜けようとした闘士を助けようとして片腕を負傷、ロストールに舞い戻りオッシと名を変え道場を開く。
ドッセイ、闘技場を離れテラネに移り住み、ボンガと名を変える。
アミラル候、セルモノーの即位に反対し独立、アミラル王国を名乗るが、エリス・フリントの策略で王家が分裂。5代目のアミラル王が自害し、以降ロストール領となる。
ゼネテス、貴族制の限界を感じ、冒険の世界に身を投じる。
5歳のエルファス、ツェラシェルの精神操作を解き、姉・イズを殺そうとした父・大神官ホシュアを殺害させる。自我が目覚めたツェラシェルは妹たちを解放する事を要求。エルファスは了承するが、この時のツェラシェルの不遜な態度に怒り、ツェラシェルに「激痛と共に少しずつ肉体から動く力が奪われ、死に至る」呪いをかける。
ヴァイライラ・ヴィアリアリ、エルファスの呪いで瀕死のツェラシェルと共に施文院から逃げ、ゼネテスと出会い、拾われる。
サラシェラ（カフィン）、レムオンをリューガ家から取り戻そうとするが、ゼネテス・ツェラシェル・忘れられた大いなるソウルを持つ者に阻止される。

### 12世紀・バロル討伐以降
イズ、キャスリオンの復活を条件としてゾフォルを操り、バロルを魔人化させ世界を消し去ろうとするが、施文院を攻めてきたネメアに好意を持ち、バロルの不死の力に封印をかける。忘れられた大いなるソウルを持つ者、虚無の剣を抜きバロルの不死の封印を破る（『トリニティ ジルオール ゼロ』）。
ネメア・オルファウス・レーグ・ケリュネイア、エンシャントでバロルを倒す（『トリニティ ジルオール ゼロ』）。
ベルゼーヴァ、皇位継承権を放棄し宰相となる。
エリュマルク、ネメアに推されて皇帝となる。アンギルダンも請われてディンガルの将軍に返り咲く。
エリュマルク、ネメアに12の難事を命じる。代表的なものは次のとおり。
1. 焦燥の耳飾りの封印　レオニックの迷宮に封印してくること。
2. 砂虫退治　竜骨の砂漠にて巨大な砂虫を倒すこと。
3. ランバカン征伐　28人の騎兵のみでロセン軍を撃退すること。「28翼の騎行」とも呼ばれる。アンギルダン参加）
4. ティラの娘退治　ベルゼーヴァと二人のみで、幻惑の洞窟のティラの娘を退治すること。（カルラと再会）
5. コライノルドの杖探索　コライノルドの杖をイズより先に探し出し、ティアナを生け贄にし闇の巨人を呼び出そうとするイズの野望を阻止すること。
6. イズ略奪　イズを施文院から連れ去ること。

レイヴン、イズ奪還のためネメア暗殺に向かうが、ネメアの強さに圧倒され恐怖を知り逃走。行き倒れた先でノエルに救われる。
アンギルダン、エリュマルクに処刑されかけ逃亡。
エリュマルク、イズを皇后とするが、ネメアへの嫉妬のためイズを殺害し、ネメア追討令を出す。
エルファス、姉の死に絶望し、ウルグを復活させ世界を滅ぼすことを決意。
ロイ、セラと共に冒険をする。
施文院の告死天使、ミイス村を襲い闇の神器を奪おうとするが、ロイとネメアの共闘により退けられる。
ゼリグ、誤って邪竜アズラゴーザの封印の一部を傷つけてしまう。その後アズラゴーザを封じるため、見どころのある冒険者に挑むようになる。
エルファス、アズラゴーザ復活を画策し、いけにえにエメルをさらうよう冒険者に依頼するが、冒険者がエメルを殺してしまう（この事が原因でエメルの姉であるオイフェがダークエルフと化してしまった）。

### 12世紀・ロセン
ペウダ、ディンガルの傀儡を脱するため、ランバガンにクーデターを起こさせ、兄・ヘロベを殺害、父・ロメンドやディンガル派の重臣も皆殺しにして独立を回復。
ランバガン略奪戦争
ロセンの将軍ランバガンがディンガル東方辺境を略奪。村を略奪されカルラも家族を失う。
ランバガン、ネメア率いる僅か28騎の部隊に敗れ戦死。後方に待機していたペウダはこれを知って逃げ出し、首都を閉鎖。以降ロセンは鎖国する。この戦いはネメア12の難事の1つ「28翼の騎行」として後に語り継がれる事になる。

### 12世紀・竜王の覚醒
竜王が目覚め、動乱の時代の始まりを告げる咆哮が地震と共に大陸中に響き渡る。同時期、無限のソウルを持つ者が旅立つ（『ジルオール』本編）。

## PSP版の変更点
ゲームそのものはPS2版をベースに要素を追加している。
- 120のイベントが追加され、18のシナリオが増えた。
- 「エルファス」「フレア」「フェルム」を仲間にする事が可能となった。
- 「ジリオン」「イーシャ」が新たに登場して仲間にできる。
- ダンジョンやイベント等で取得した武器、及び仲間の固定武具の強化が可能。
- 通信機が登場し、殆どの場所でメンバー変更が可能となった（2周目以降）。
- エンディングの際は条件を満たしているものの中から見たいエンディングを選択可能となった（2周目以降）。
- スタート地点に「闇に閉ざされた塔」を追加。
- 仲間キャラの武器が専用化された。また、キャラや装備の性能にも修正あり。
- 主人公の誕生日イベントが追加された。
- 特定の条件を満たす事により、PSP用壁紙が入手可能。
- 一部モーションの変化。
- データインストールに対応。

ロード時間の短縮により快適なプレイ環境を目指したとされるが、UMD版はイベントや戦闘前に長いロードが入ってしまうのが実状である。また、画面に多くのキャラクターを表示する際には処理落ちが発生し易く、音が遅れて聞こえる事も珍しくない。一方でダウンロード版はロード時間が短く、PlayStation Vitaでプレイすれば処理落ちも改善されるため、これら問題点は概ね解消される。

## 声優(CD内ドラマ)
- ネメア…小山力也
- ベルゼーヴァ…谷山紀章
- カルラ…冬馬由美

## 関連商品
- 攻略本
  - ジルオール 完全攻略マニュアル ISBN 4-87719-743-5
  - ジルオールインフィニット　コンプリートガイド上　ISBN 4-7758-0271-2
  - ジルオールインフィニット　コンプリートガイド下 ISBN 4-7758-0272-0
  - ジルオールインフィニット　公式設定集　始原口伝　ISBN 4-7758-0341-7
  - ジルオールインフィニット　究極攻略　ISBN 4-7758-0347-6
  - ジルオールインフィニット　エンサイクロペディア　ISBN 4-7758-0392-1
- コミック
  - コミック　ジルオールインフィニット　4コマカーニバル1　ISBN 4-7758-0279-8
  - コミック　ジルオールインフィニット　4コマカーニバル2　ISBN 4-7758-0342-5
  - コミック　ジルオールインフィニット　4コマカーニバル3　ISBN 4-7758-0382-4
- CD
  - ジルオール インフィニット　オリジナル・サウンドトラック＆ドラマ